# Audi A3
L'Audi A3 est une berline bicorps compacte du constructeur automobile allemand Audi produite depuis 1996. Sa quatrième génération est commercialisée depuis juillet 2020.
Elle repose sur la plateforme MQB du Groupe Volkswagen qu'elle partage avec la Volkswagen Golf VII, la Škoda Octavia III, la Seat Leon III. Le 26 juillet 2013, Audi annonce que le cap des 3 millions d'A3 produites, toutes générations confondues. Elle est fabriquée à Ingolstadt en Allemagne.

## 1regénération (1996-2003)
L'Audi A3 de première génération (ou Type 8L) est introduite sur le marché européen en 1996, marquant le retour d'Audi à la production de petites voitures après la disparition de l'Audi 50 en 1978. C'est alors le premier modèle du groupe Volkswagen à utiliser la plate-forme "PQ34" (ou "A4"), donnant une ressemblance similaire à la Volkswagen Golf Mk4 contemporaine qui est arrivée un an plus tard. En trois ans, cette plate-forme est utilisée pour sept voitures différentes.
Dans un premier temps, l'A3 n'est disponible qu'avec une carrosserie à trois portes avec hayon, mais peut recevoir deux ou quatre roues motrices. Les moteurs à quatre cylindres en ligne sont en position transversale. Après l'A4, l'Audi A3 est le deuxième modèle de la gamme Audi à utiliser cinq soupapes par cylindre.
En novembre 1996, le marché britannique est le premier à recevoir l'A3.
En 1999, Audi élargit la gamme avec l'introduction de versions plus puissantes : un moteur 1,8 L T de 180 ch (132 kW) et un moteur Diesel 1,9 L TDI avec injecteur d'unité «Pumpe Düse» (PD) et turbocompresseur à géométrie variable. L'A3 1,8 L T quattro à quatre roues motrices utilise soit le moteur 150 ch (110 kW), soit le 180 ch (132 kW), et le même système à quatre roues motrices Haldex Traction que l'Audi S3 et l'Audi TT. Audi présente, la même année, une nouvelle carrosserie à cinq portes.
À la fin de l'année 2000, l'A3 est restylée avec de nouveaux phares et feux arrière ainsi que d'autres modifications cosmétiques mineures. L'intérieur est amélioré et une boîte manuelle à six rapports est introduite sur le 1,8 L Turbo de 180 ch (132 kW), ainsi que sur le nouveau 1,9 L TDI de 130 ch (96 kW).
Le calculateur de stabilité électronique, l'antipatinage et l'ordinateur de répartition de la force de freinage d'Audi deviennent des équipements standard dans certains pays.
Bien que l'Audi A3 de première génération soit remplacée en Europe en 2003, elle continue à être vendue sur certains marchés. La production du modèle de première génération est arrêtée au Brésil en 2006.

Audi A3 (8L)
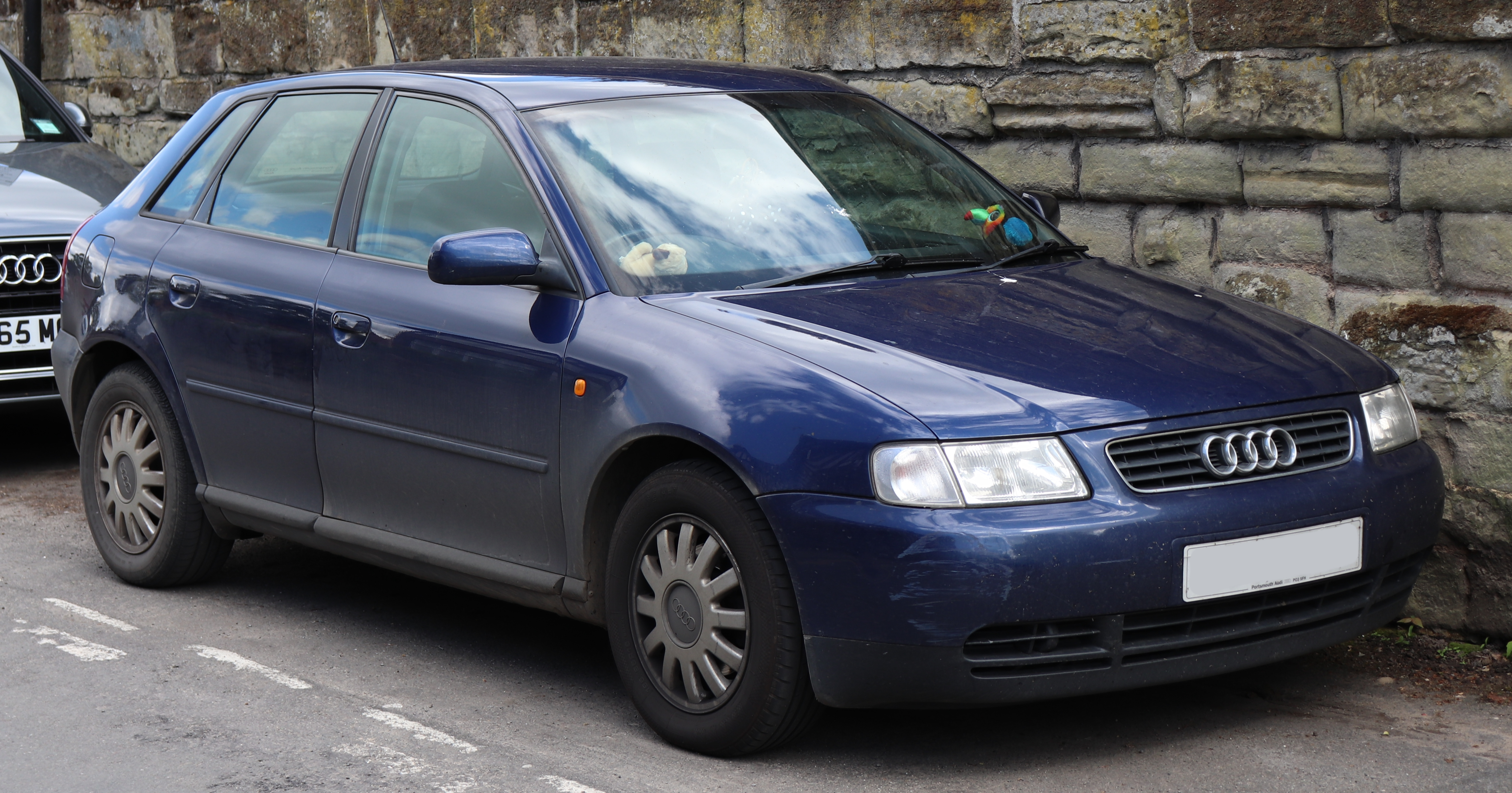
Phase 1 (1996-2000)
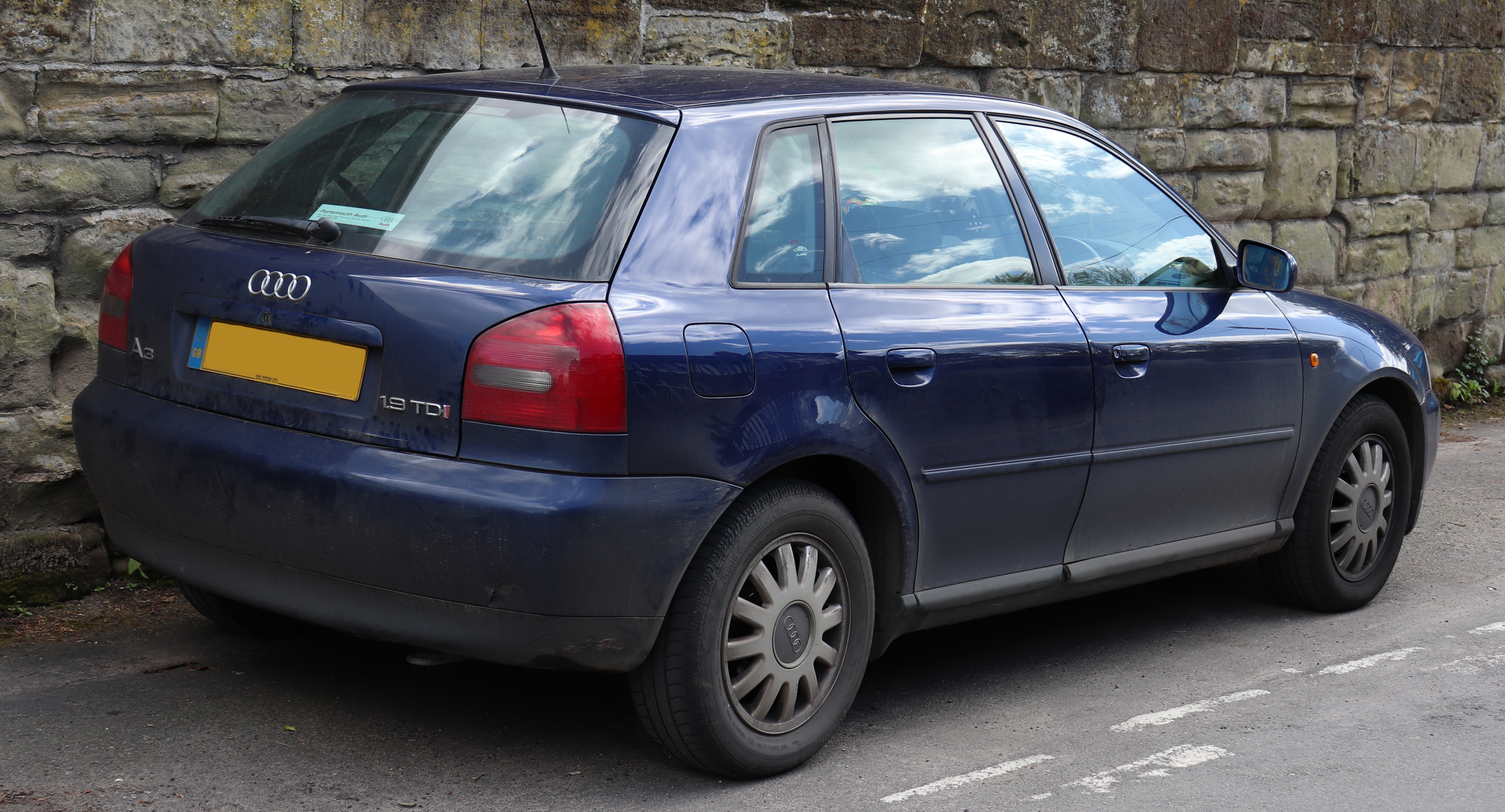
Phase 1 (1996-2000)
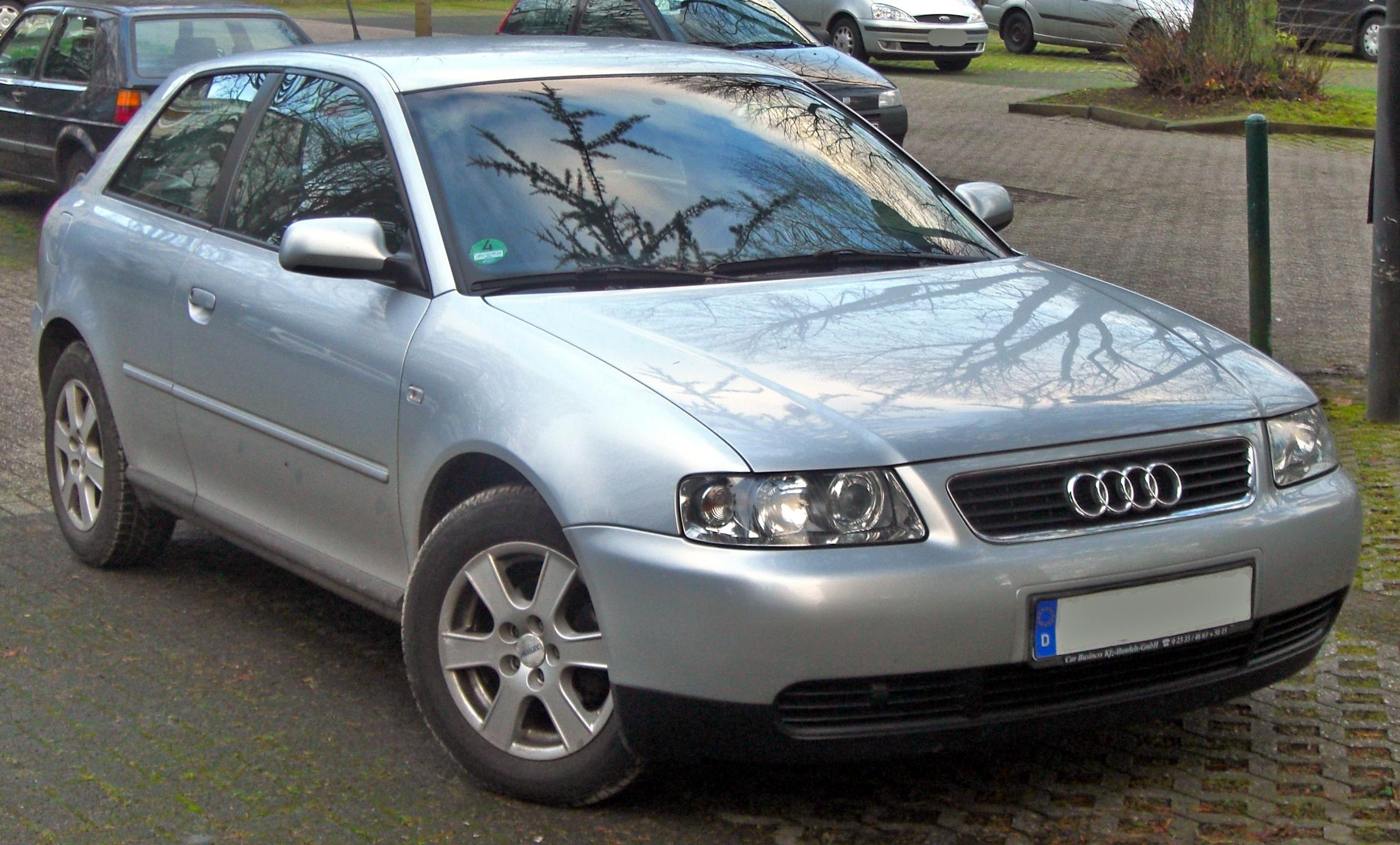
Phase 2 (2000-2003)
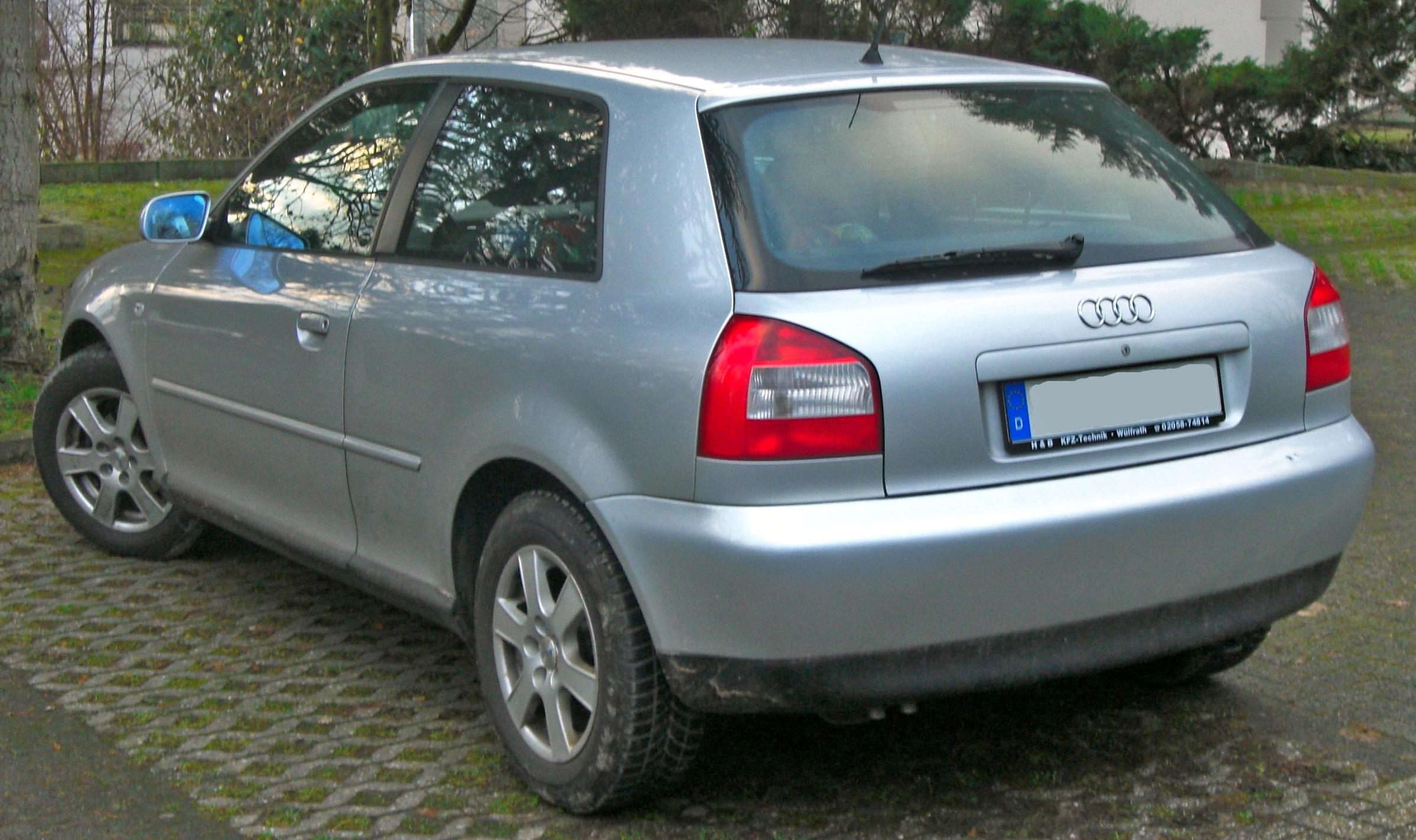
Phase 2 (2000-2003)

### Sécurité
La première génération d'A3 reçoit une note Euro NCAP de 4 étoiles sur 5. L'évaluation de cet organisme conclut que « le verrou de la colonne, le levier de l'ajusteur et le support présentaient des risques dans la zone d'impact du genou pour le conducteur, ce qui pourrait causer de fortes charges sur ses cuisses et endommager ses genoux ». L'A3 n'offre qu'une faible protection des piétons, ce qui lui donne deux étoiles sur quatre dans ce domaine.

### Audi S3
L'Audi S3, dérivée de l'A3, sort en 1999, seulement en tant que berline à trois portes. Le moteur à essence turbocompressé à quatre cylindres en ligne 20v 1,8 L est proposé en deux versions : 210 ch (154 kW) et 225 ch (165 kW). Les premiers modèles (1999-2001) ont une puissance de 210 ch (154 kW). Les modèles plus récents (2001-2003) possèdent un calage variable des soupapes et 225 ch (165 kW). Le moteur possède un couple maximal de 280 N m. C'est la première fois qu'un petit moteur à quatre cylindres est utilisé dans une voiture de la série Audi S.
Bien que surnommée Quattro, la S3 utilise un système de quatre roues motrices différentes. Le couplage Haldex Traction ajuste la répartition du couple de l'essieu avant à l'essieu arrière en fonction des exigences d'adhérence - la plupart du temps, il fonctionne comme une traction avant.
La S3 est vendue en Europe, au Japon, au Mexique, en Afrique du Sud, en Australie et en Nouvelle-Zélande.
En 2002, la S3 évolue. La compacte sportive reçoit des phares d'une seule pièce/unités d'indicateurs, des ailes avant différentes, des groupes d'éclairage arrière et quelques améliorations mineures dans l'habitacle.
La liste des équipements de la S3 comprend notamment les phares HID (Lampe à décharge à haute intensité) au xénon avec nettoyeur haute pression, les feux anti-brouillard avant, les jantes alliage 17 pouces "Avus" avec pneus 225/45R17, les sièges en cuir Recaro réglables électriquement, la climatisation, l'alarme ou encore le contrôle de stabilité électronique avec antipatinage.
Pour les options, le client peut choisir un système audio Bose, un coffre/coffre ou un changeur CD 6 disques monté au tableau de bord, peinture métallisée, roues RSTT de 18 pouces à 9 rayons, toit ouvrant en verre, accoudoir central, vitre arrière (B-pilier arrière), auto - rétroviseurs, aide au stationnement, filet à bagages, sièges avant chauffants, régulateur de vitesse, boîtiers de rétroviseurs en aluminium et revêtements de sièges combinés en cuir/alcantara (bleu/argent/jaune). Certains marchés reçoivent ces équipements de série.

## 2egénération (2003-2012)
Au salon international de l'automobile de Genève de 2003, Audi lance sa nouvelle génération de l'A3, la type 8P, dessinée par Walter de Silva. Pour ce nouveau lancement, elle inaugure la plate-forme "A5" du groupe et est motorisée exclusivement par des moteurs 4 cylindres. L'habitacle est redessiné et est plus spacieux que sur l'ancienne version, certains moteurs utilisent la technologie FSI (Fuel Stratified Injection) et sont couplés à une boîte de vitesses à 6 rapports (excepté la version 1,6 litre).
Au milieu de l'année 2003 la gamme s'étoffe avec le lancement de deux modèles sportifs, un 2 litres Turbo FSI de 200 ch et, pour la première fois, un 3,2 L V6 de 250 ch. La transmission Quattro et la boîte automatique à double embrayage S-Tronic (identique à la boîte DSG de Volkswagen) sont disponibles sur tous les modèles à partir de 140 ch (la version V6 est équipée de la transmission Quattro en série).
En 2005, la finition S-Line, dotée de nouveaux équipements, devient disponible sur certaines versions, et l'A3 reçoit la même calandre « single frame » que la Sportback. Le mois d'avril 2006 voit l'arrivée d'un moteur Diesel plus puissant, le 2 litres TDI de 170 ch.

### Motorisations
Fin 2006, la nouvelle S3 est commercialisée. Elle reçoit un 2 litres TFSI poussé à 265 ch et les bielles, notamment, sont renforcées par rapport à la précédente génération. Il s'installe comme le moteur le plus puissant de la gamme 2 litres. Pour référence, on retrouve ce moteur turbo dans la Volkswagen Golf GTI Edition30/Pirelli (230 ch), et dans la Seat León Cupra (240 ch). La version reposant sur le moteur 3,2 litres V6 de 250 ch est maintenant considérée comme plus « noble » que sportive, mais elle a désormais disparu du catalogue.
Le 2,0 L FSI développant 150 ch est remplacé au début de l'année 2007 par un 1,8 L TFSI de 160 ch.
Un nouveau moteur essence, en l'occurrence un 1,4 L TSI de 125 ch, apparaît en septembre 2007 en Europe.
Les versions Diesel reposent maintenant sur un 1,6 litre de 90 ch et 105 ch en entrée de gamme suivi d'un 2 litres common rail disponible en 143 ch et 170 ch. Ces moteurs, quiremplacent les versions à injecteurs-pompes, procurent un peu moins de sensations.
En 2011 apparaît un nouveau modèle pour terminer la carrière de l'A3. Il se nomme RS3 (RennSport) et possède un moteur 5 cylindres de 340 ch issu du TT RS.
| Modèle               | Cylindrée cm3 | Nombre de soupapes | Puissance maxi kW (ch) à tr/min | Couple maxi N m à tr/min | Dénomination technique des moteurs | Vmax km/h (Boîte manuelle) | Vmax km/h (Boîte automatique) | Vmax km/h (quattro) | Années de fabrication |
| -------------------- | ------------- | ------------------ | ------------------------------- | ------------------------ | ---------------------------------- | -------------------------- | ----------------------------- | ------------------- | --------------------- |
| 4-cylindres en ligne |               |                    |                                 |                          |                                    |                            |                               |                     |                       |
| 1,2 L TFSI           | 1 197         | 16                 | 77 (104) à 5 000                | 175 de 1 550 à 4 100     | CBZB                               | 192                        | 190                           | -                   | 2010-2013             |
| 1,4 L TFSI           | 1 390         | 16                 | 92 (125) à 5 000                | 200 de 1 500 à 4 000     | CAXC                               | 203                        | 203                           | –                   | depuis 08/2007        |
| 1,6 L                | 1 595         | 8                  | 75 (102) à 5 600                | 148 à 3 800              | BGU/BSE/BSF/CCSA                   | 185                        | 183                           | –                   | depuis 05/2003        |
| 1,6 L FSi            | 1 598         | 16                 | 85 (115) à 6 000                | 155 à 4 000              | BAG/BLF/BLP                        | 196                        | –                             | –                   | 08/2003–08/2007       |
| 1,8 L TFSI           | 1 798         | 16                 | 118 (160) de 5 000 à 6 200*     | 250 de 1 500 à 4 200*    | BYT/BZB/CDAA                       | 222                        | 222                           | –                   | depuis 01/2007        |
| 2,0 L FSI            | 1 984         | 16                 | 110 (150) à 6 000               | 200 de 3250 à 4 250      | AXW/BLR/BLX/BVY                    | 214                        | 209                           | –                   | 05/2003–11/2006       |
| 2,0 L TFSI           | 1 984         | 16                 | 147 (200) de 5 100 à 6 000      | 280 de 1 800 à 5 000*    | AXX/BPY/BWA/CAWB/CCZA              | 236                        | 236                           | 234                 | depuis 09/2004        |
| S3                   | 1 984         | 16                 | 195 (265) à 6 000               | 350 de 2 500 à 5 000     | BHZ                                | –                          | –                             | 250                 | depuis 11/2006        |
| 6 cylindres en V     |               |                    |                                 |                          |                                    |                            |                               |                     |                       |
| 3,2 L                | 3 189         | 24                 | 184 (250) à 6 300               | 320 de 2 500 à 3 000     | BDB/BMJ/BUB                        | –                          | –                             | 250                 | 09/2003-05/2009       |

- depuis 2009 1,8 L TFSI 118 kW (160 ch) de 4 500 à 6 200 tr/min et 250 N m de 1 500 à 4 500 tr/min
- depuis 2009 2,0 L TFSI 280 N m de 1 700 à 5 000 tr/min

| Modèle                        | Cylindrée cm3 | Nombre de soupapes | Puissance maxi kW (ch) à tr/min | Couple maxi N m à tr/min | Dénomination technique des moteurs | Vmax km/h (Boîte manuelle) | Vmax km/h (Boîte automatique) | Vmax km/h (quattro) | Années de fabrication |
| ----------------------------- | ------------- | ------------------ | ------------------------------- | ------------------------ | ---------------------------------- | -------------------------- | ----------------------------- | ------------------- | --------------------- |
| 4 cylindres en ligne          |               |                    |                                 |                          |                                    |                            |                               |                     |                       |
| 1,6 L TDI CR + DPF            | 1 598         | 16                 | 66 (90) à 4 000                 | 230 de 1 500 à 2 500     | CAYB                               |                            | –                             | –                   | depuis 05/2009        |
| 1,9 L TDI (Inj. pompes)       | 1 896         | 8                  | 77 (105) à 4 000                | 250 à 1 900              | BJB/BKC/BXE/BLS                    | 187                        | 187                           | –                   | depuis 05/2003        |
| 2,0 L TDI (Inj. pompes) + DPF | 1 968         | 8                  | 103 (140) à 4 200               | 320 de 1 750 à 2 500     | BMM                                | 207                        | 209                           | 205                 | 04/2006–04/2008       |
| 2,0 L TDI (Inj. pompes)       | 1 968         | 16                 | 103 (140) à 4 200               | 320 de 1 750 à 2 500     | BKD                                | 207                        | 207                           | 205                 | 05/2003–04/2008       |
| 2,0 L TDI (Inj. pompes) + DPF | 1 968         | 16                 | 125 (170) à 4 200               | 350 de 1 750 à 2 500     | BMN                                | 222                        | 222                           | 220                 | 04/2006–04/2008       |
| 2,0 L TDI CR + DPF            | 1 968         | 16                 | 103 (140) à 4 200               | 320 de 1 750 à 2 500     | CBAB                               | 207                        | 207                           | 205                 | depuis 05/2008        |
| 2,0 L TDI CR + DPF            | 1 968         | 16                 | 125 (170) à 4 200               | 350 de 1 750 à 2 500     | CBBB                               | 224                        | 224                           | 222                 | depuis 05/2008        |

### Audi A3 Sportback
L'Audi A3 « Sportback » est la déclinaison 5 portes de l'Audi A3. Cette version est produite depuis 2004 et son prix de base est de 23 020 € (en version Attraction Essence).

#### Design
Il n'y a pas beaucoup de différences entre le design de l'A3 à trois portes et celui de la version Sportback.
Cette dernière adopte la calandre Single Frame qui équipe désormais toutes les Audi. Mis à part le fait que cette déclinaison soit équipée de 5 portes, on retrouve une différence au niveau des optiques arrière qui se rapprochent davantage de ceux qui équipent l'Audi A4 (inspirés du concept car Nuvolari). Le porte-à-faux arrière est également légèrement allongé pour agrandir le coffre de cette version « familiale ».
Audi propose par ailleurs six finitions pour l'A3 (les mêmes pour A3 et « Sportback ») : Attraction, Ambiente, Ambition, Ambition Luxe, S Line et S3 à partir de 2008.

#### Motorisation
L'Audi A3 « Sportback » présente de nombreuses déclinaisons de motorisations : d'une puissance minimale de 102 ch pour un moteur 1,6 litre essence (version Attraction), l'A3 peut se permettre une puissance maximale de 250 ch pour une version V6 essence de 3,2 litres.
Audi propose aussi bien, d'un point de vue carburant, des versions essence et Diesel, que d'un point de vue transmission, des versions Quattro ou traction.

### Nouveau design de 2008
Au printemps 2008, l'A3 et sa version « Sportback » sont restylées.
Niveau esthétique, elles reçoivent de nouveaux boucliers, un nouveau capot et de nouvelles optiques. Ces dernières sont désormais équipées de la technologie LED.
Les rétroviseurs sont maintenant équipés de rappels clignotants, autrefois disposés sur les ailes avant.
La prise au vent a également été améliorée par l'intermédiaire d'un nouveau soubassement.
Quelques nouvelles options sont également apparues comme le Magnetic-Ride (amortissement piloté), le Park Assist ou la nouvelle boîte de vitesses à double embrayage S-Tronic 7 rapports.
Une version S3 de la « Sportback » apparaît, équipée du 2,0 L TFSI qui développe 265 chevaux et 350 N m de couple.

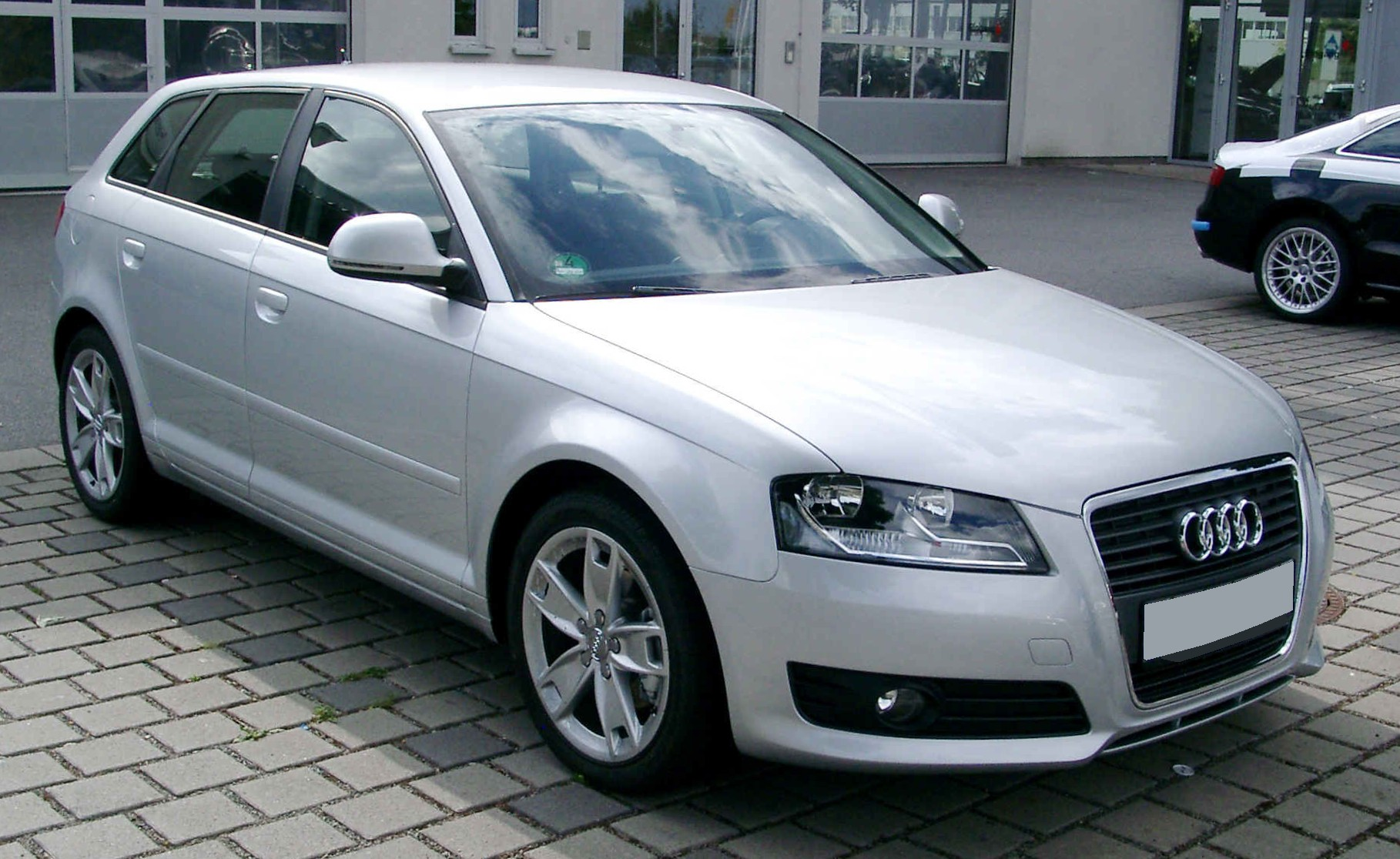
Audi A3 Sportback 2009.
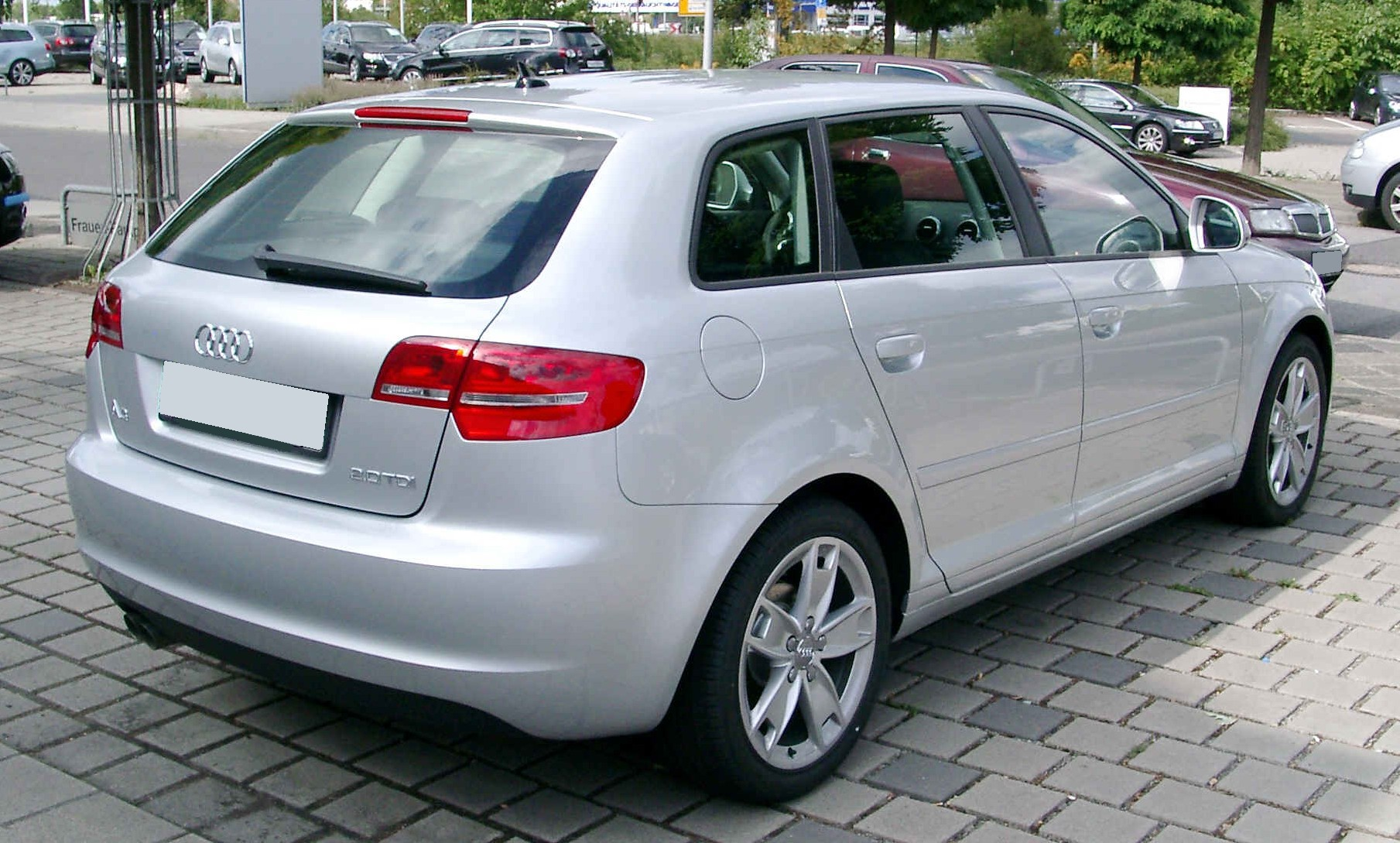
Audi A3 Sportback 2009.

### Audi S3 (2006-2012)
L'Audi S3 est la version sportive de l'Audi A3. La version 8P date de 2006 et remplace de ce fait la première génération S3 (8L) commercialisée de 1999 à 2003. Le prix de base de cette sportive est de 40 900 €, cependant de nombreuses options peuvent venir augmenter le prix définitif.

#### Motorisations
Elle est équipée d'un moteur turbo à injection directe 2 litres TFSI développant 265 ch (à 6 000 tr/min) et un couple de 350 N m (à 2 500 tr/min) pour une vitesse de pointe de 250 km/h. Elle atteint ainsi le 0 à 100 km/h en 5,7 s, est équipée d'une transmission Quattro et de disques de freins (augmentés pour l'occasion) de 345 mm à l'avant.

#### Design
Extérieurement, l'Audi S3 est équipée de sorties d'échappements et de rétroviseurs chromés (en aluminium). La calandre, entièrement chromée également, est légèrement revue pour donner à l'Audi S3 un côté plus sportif, de même en ce qui concerne les prises d'air du bouclier, nettement agrandies. On remarque par ailleurs le sigle « S » sur la calandre caractérisant son « rang ».
À l'intérieur, l'Audi S3 est dotée de sièges spéciaux baquets d'Audi, de pédales et de sorties d'air en aluminium. Elle adopte également le volant à méplat.

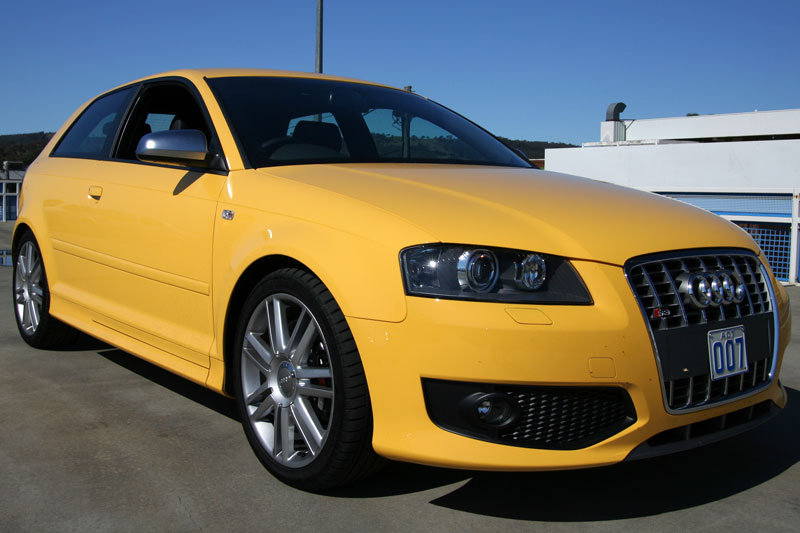
Vue avant
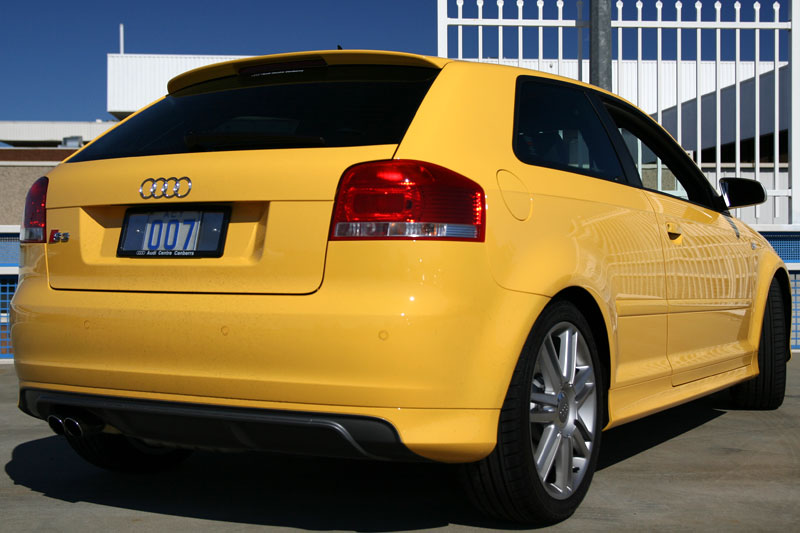
Vue arrière
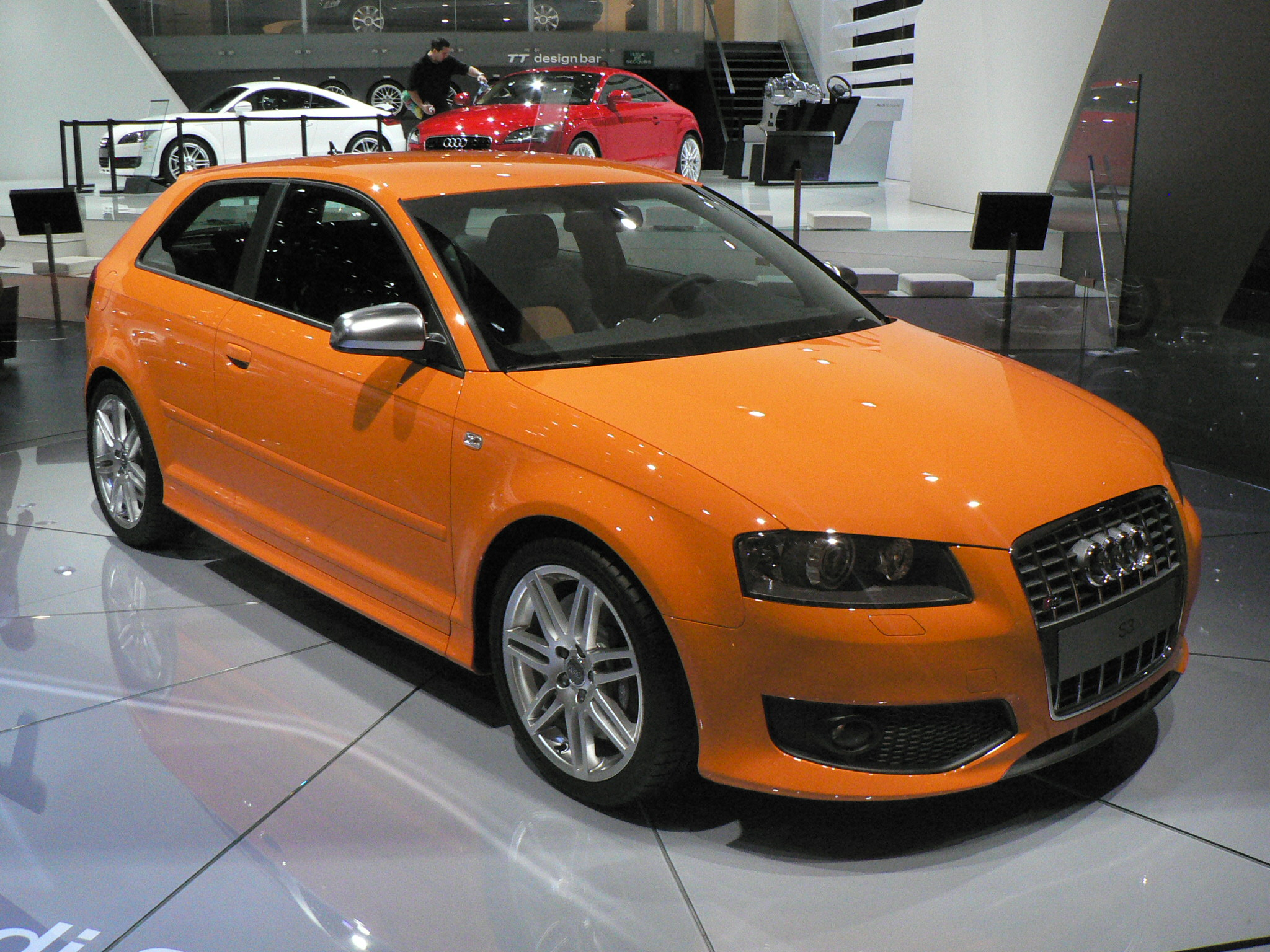
Audi S3 lors de sa présentation
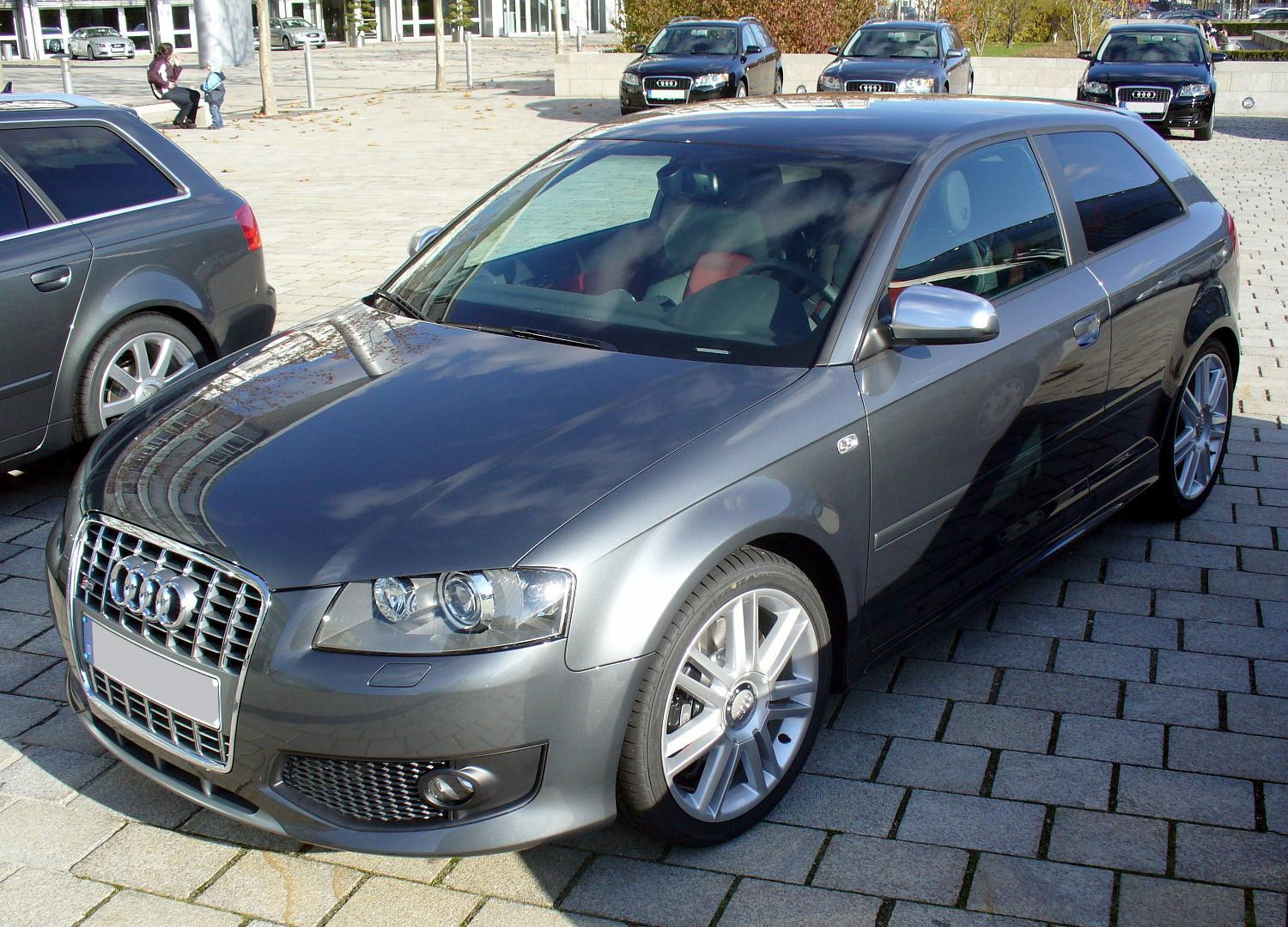
Audi S3 grise

### Audi RS3 Sportback (2011-2012)

#### Design
Uniquement disponible en version Sportback 5 portes (dans la lignée de la RS2 et de certaines RS4 et RS6), la RS3 se montre dans une livrée rouge sang qui souligne sa sportivité. On constate de multiples modifications stylistiques et aérodynamiques.
Au rendez-vous, un bouclier avant très acéré, des ailes élargies, des ajouts d'aluminium brossé, un diffuseur arrière englobant la double sortie d'échappement et des jantes de 19 pouces empruntées à la RS5.
À l'intérieur, la voiture est équipée de sièges et d'un volant sport, d'inserts d'aluminium, et d'un compteur gradué jusqu'à 310 km/h.

#### Motorisation et Caractéristiques
Au chapitre motorisation, le moteur est celui de la TT-RS. Ce 5 cylindres TFSI couplé à une boîte S-Tronic à 7 rapports développe toujours 340 ch (23 CV) et 450 N m de couple maximal.
Les performances annoncées sont les suivantes : 0 à 100 km/h en 4,6 secondes — mieux qu'une R8 4,2 ! — pour une vitesse de pointe bridée électroniquement à 250 km/h avec une consommation mixte de 9,1 L/100 km.
Le comportement de l'auto a lui aussi été revu puisque la voiture, uniquement disponible en version Quattro, se voit adopter des suspensions sport en aluminium qui diminuent la garde au sol de 25 mm et un système de freinage renforcé.
Ces RS3 Sportback sont commercialisées en début d'année 2011 à un prix avoisinant les 55 000 euros (hors options).

### Audi A3 Cabriolet
En 2008, Audi fabrique un modèle unique basé sur cette génération. Elle possède 2 portes et 4 places. Elle est équipée de la finition S-Line, de sièges en cuir, d'une couleur de carrosserie gris métallisé ainsi que de jantes en aluminium de 17 pouces. Le toit n'est cependant pas rétractable au vu de la longueur de la voiture.

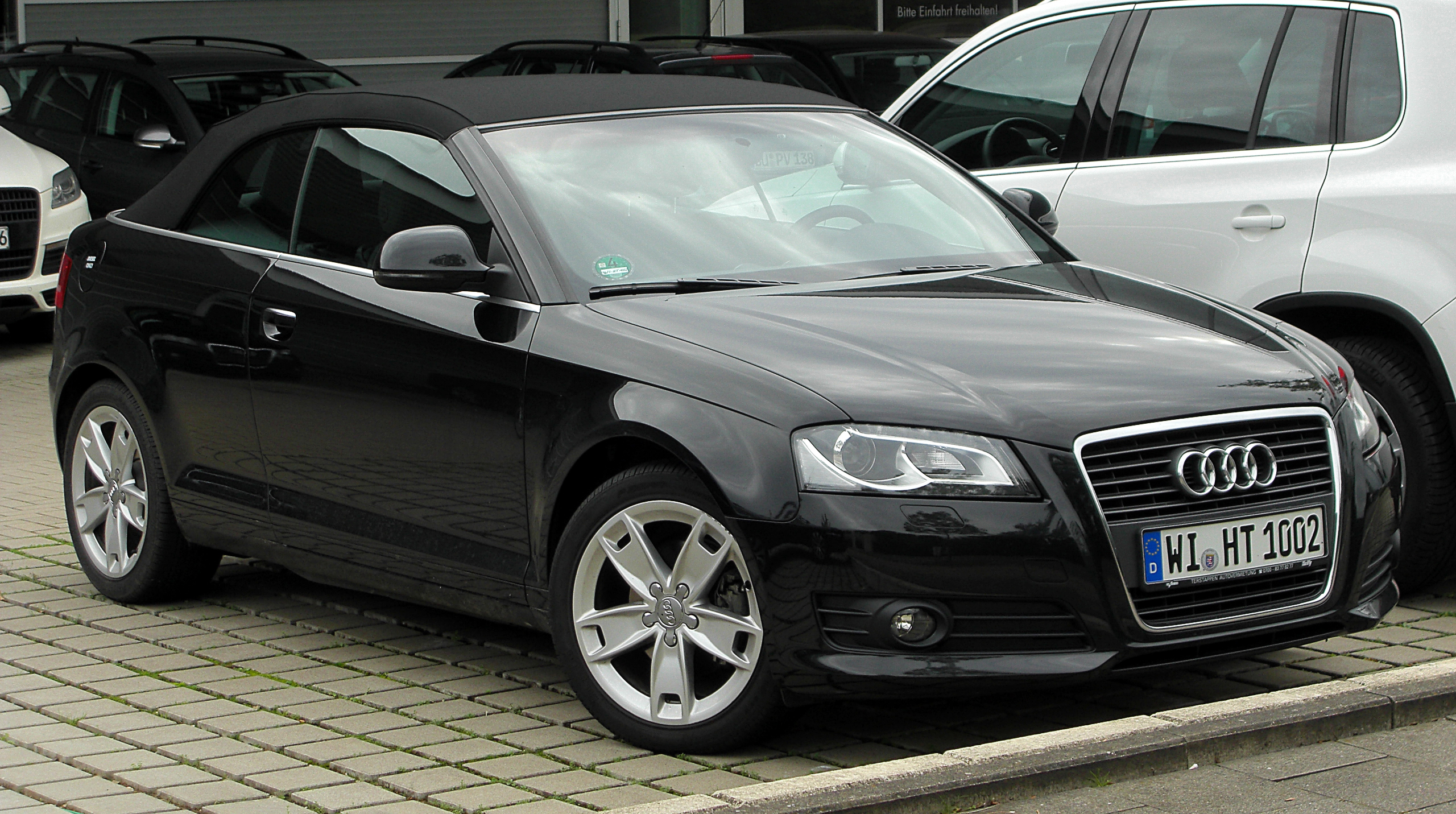
Audi A3 Cabriolet 8P
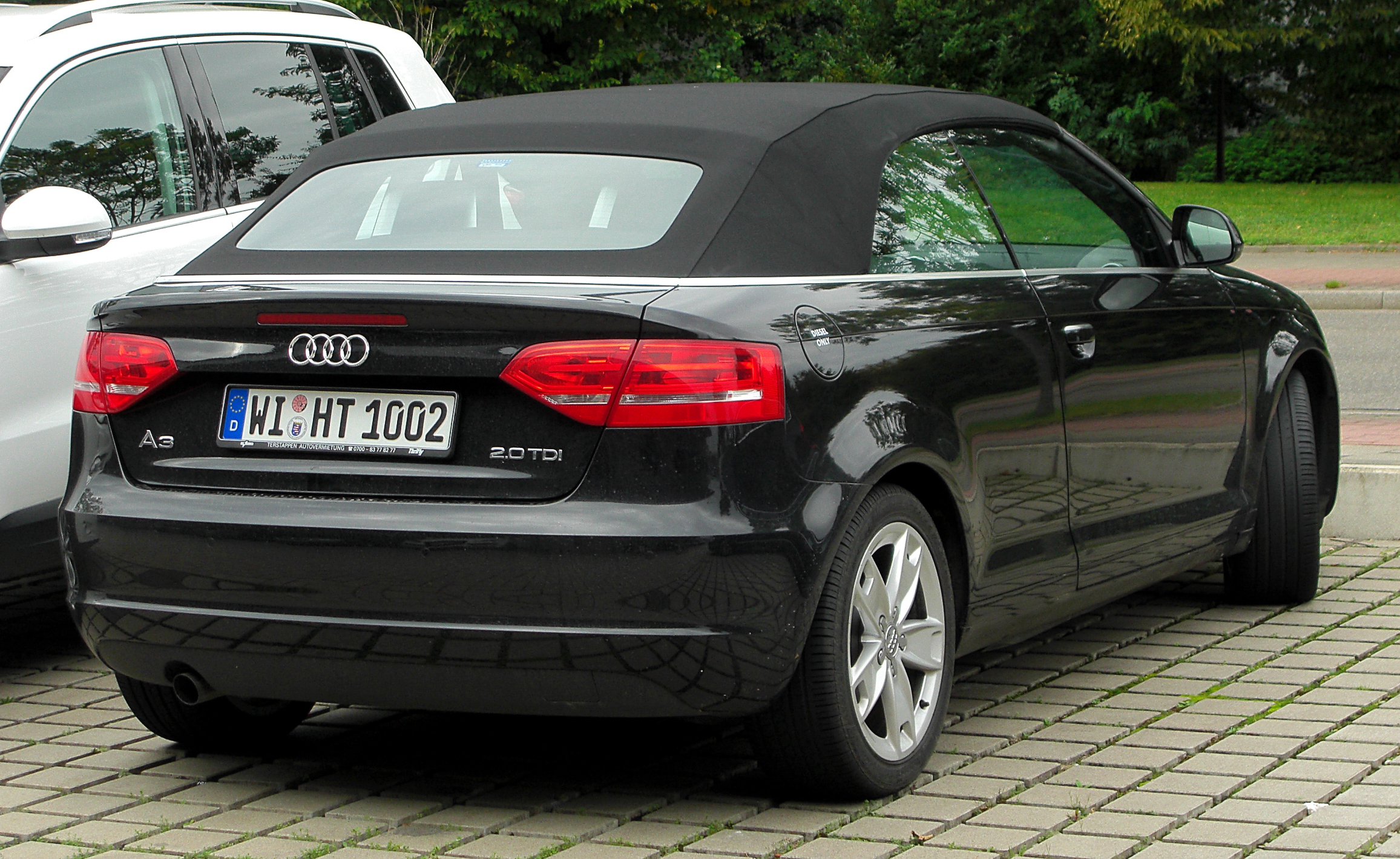
Audi A3 Cabriolet 8P

## 3egénération (2012-2020)

### Phase 1 (2012-2016)

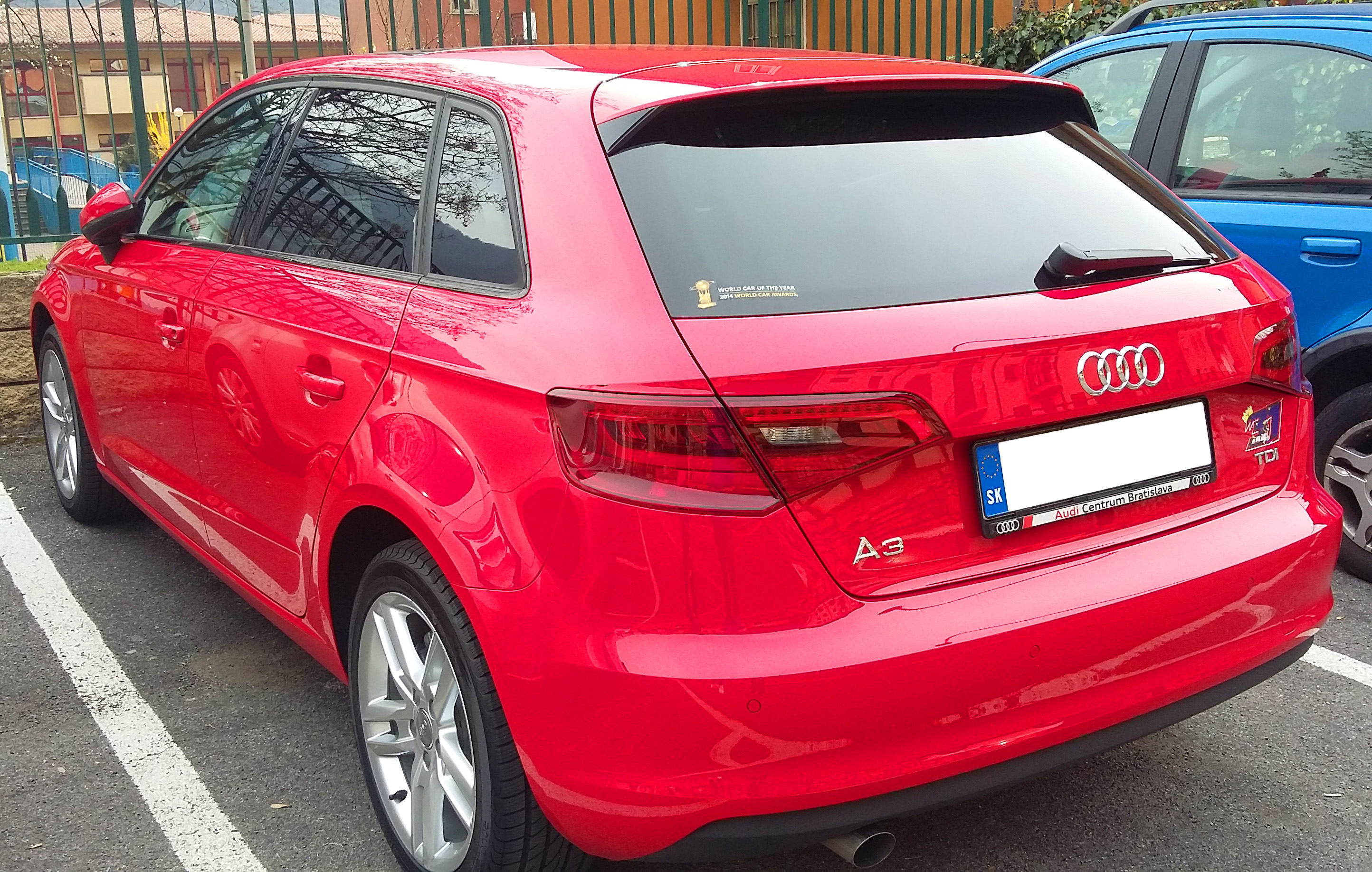
Arrière

La troisième génération d'Audi A3, type 8V, débarque sur le marché en 2012 en reprenant tous les éléments stylistiques des modèles de la marque comme la calandre single frame, les feux de jour à LED vus récemment sur la A4 ou encore une ceinture de caisse appuyée.
Plus habitable et plus généreuse en coffre que l'ancienne génération, la nouvelle A3 adopte un habitacle quasi identique à celui de l'A1.
Cette version est produite dès le printemps 2012 et son prix de base est de 23 500 € (en version Attraction Essence). L'Audi A3 est au départ une 3 portes, elle est ensuite déclinée en berline 5 portes Sportback à partir de février 2013,puis fin 2013 en berline 4 portes Sport Limousine et début 2014 en cabriolet.
Pour cette troisième génération, Audi propose un modèle exclusif sous le nom de « Audi sélection design Orange Capri ». Cette variante jouit d'un intérieur plus raffiné qui est caractérisé par le cuir se trouvant par exemple sur les sièges avant et sur le volant. Une autre particularité est le mariage de la couleur orange avec le noir, ce qui donnera, avec le cuir, un caractère plus sportif à cette A3.
En octobre 2017, Audi annonce la suppression de la version 3 portes de l'Audi A3- qui était pourtant la version originelle - en raison de ventes très faibles. Sa remplaçante de 2019, l'A3 4e génération, ne proposera ainsi plus de version 3 portes.

### Phase 2 (2016-2020)
Le 6 avril 2016, Audi présente les premières photos officielles de l'A3 8V restylée qui est lancée en mai 2016. Ses phares à double pointe puisent dans l'esprit de la nouvelle Audi A4 B9 et les projecteurs des optiques intègrent la nouvelle technologie Matrix Led étrennée par l'A6 C7 Phase 2, puis un élargissement de la calandre pour des contours plus nets et des feux arrière. À l'intérieur, le système Virtual Cockpit apparaît en remplacement des compteurs et permet une meilleure assistance à la conduite.

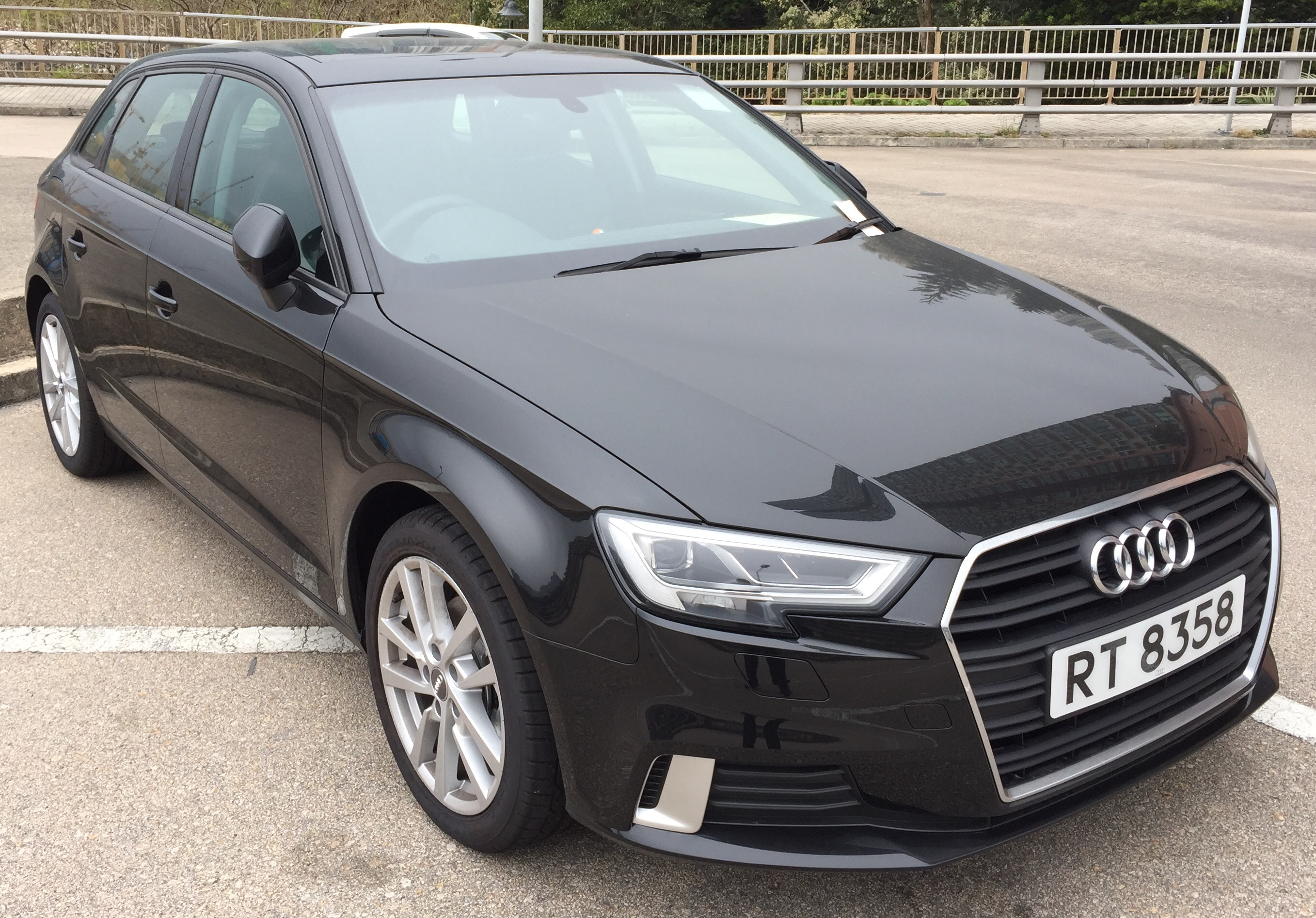
Audi A3 sportback (feux full LED) - Phase 2
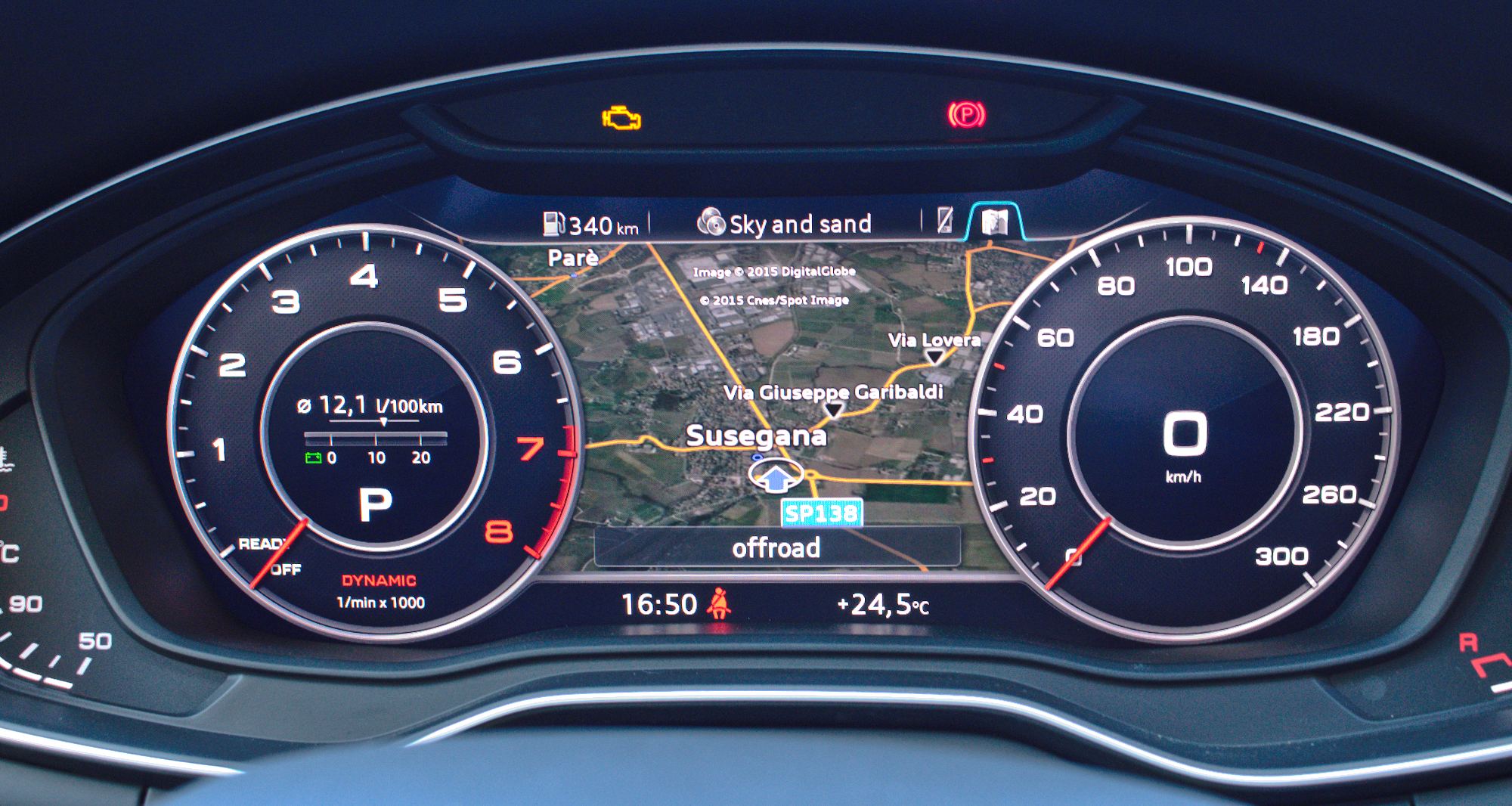
Virtual cockpit (ici présenté sur une Audi A4)

### Design
Vue de l'avant et de profil, la nouvelle Audi A3 évolue peu.
Plutôt perçue comme un profond restylage (alors que c'est une toute nouvelle voiture), elle se démarque par des optiques plus nerveuses, des boucliers plus enveloppants et des feux horizontaux à l'arrière.

### Conception
Malgré ce que la faible évolution du design laisserait présager, il s'agit d'une toute nouvelle voiture reposant sur la plateforme modulaire du groupe Volkswagen MQB, qui est censée équiper à terme tous les véhicules de tourisme à moteur transversal avant (A3 III, TT III, Octavia III, Golf VII, Leon III, Passat VIII, etc.).
Cette plateforme permet une réduction de poids et plus de rigidité que l'ancienne plateforme A05.

### Motorisations
|                           | 1,4 L TFSI            | 1,5 L TFSI            | 1,8 L TFSI            | 2,0 L TDI             |
| ------------------------- | --------------------- | --------------------- | --------------------- | --------------------- |
| Moteur                    | 4 cyl. turbocompressé | 4 cyl. turbocompressé | 4 cyl. turbocompressé | 4 cyl. turbocompressé |
| Cylindrée                 | 1 395 cm3             | 1 498 cm3             | 1 798 cm3             | 1 968 cm3             |
| Puissance                 | 122 ch                | 150 ch                | 180 ch                | 150 ch                |
| Couple                    | 200 N m               | 250 N m               | 250 N m               | 340 N m               |
| Accélération 0 à 100 km/h | 9,3 s                 | 8,2 s                 | 7,2 s                 | 8,6 s                 |
| Transmission              | Traction              | Traction              | Traction              | Traction              |
| Consommation (mixte)      | 5,2 L/100 km          | 4,8 L/100 km          | 5,6 L/100 km          | 4,1 L/100 km          |
| CO2                       | 120 g/km              | 110 g/km              | 130 g/km              | 106 g/km              |
| Masse                     | 1 175 kg              | 1 315 kg              | 1 250 kg              | 1 280 kg              |

L'Audi A3 propose lors de son lancement deux moteurs essences et un moteur Diesel. Suivent ensuite les 1,2 et 1,4 L TFSI essences et le 1,6 L TDI. La boîte S Tronic est disponible sur presque toutes les motorisations : 7 vitesses pour les motorisations essence, 6 pour les Diesel (la version 1,6 L TDI 105ch est équipée de la boite 7 vitesses).

### Finitions
- Advanced
- S-line

#### Série limitée
- Sport Limited (1 500 exemplaires)[9]

### Autres variantes

#### Audi A3 Sportback

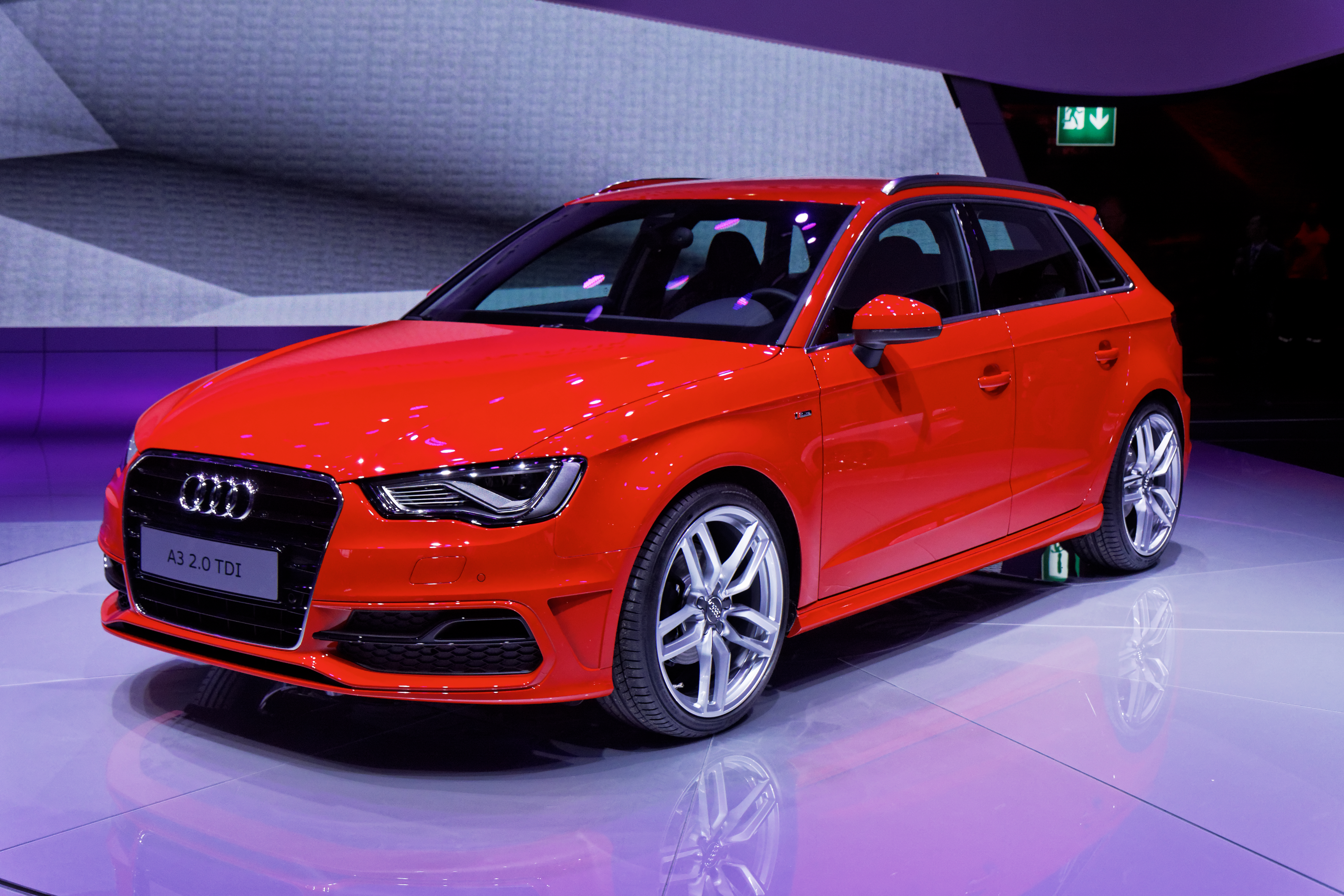
Audi A3 Sportback 8V

L'Audi A3 Sportback de seconde mouture est sortie début 2013. Elle remplace l'Audi A3 Sportback de 2004. Elle est basée sur l'Audi A3 8V. Pour sa sortie, Audi signe une campagne publicitaire avec son agence Fred & Farid Group.

#### Audi A3 e-tron
L'Audi A3 e-tron est une version hybride rechargeable de la Audi A3. L'autonomie du moteur électrique est d'environ 40 km, par la suite le moteur turbocompressé de 150 chevaux prend la relève. Les deux moteurs peuvent également fonctionner simultanément pour proposer une puissance plus importante : 204 chevaux. L'A3 e-tron peut se recharger sur les bornes de recharge (câble en option vers différents types de prises) ou sur des prises électriques domestiques avec un adaptateur inclus.

#### Audi A3 Sport Limousine
L'Audi A3 Sport Limousine est une berline quatre-portes qui dérive de l'Audi A3 8V et qui est commercialisée en septembre 2013. Elle ne partage aucun élément de carrosserie avec l'A3 8V trois et cinq-portes.

#### Audi A3 Cabriolet
La version cabriolet de l'A3 est lancée en 2014. Sa production est arrêtée en 2020 et elle n'est pas renouvelée sur la quatrième génération.

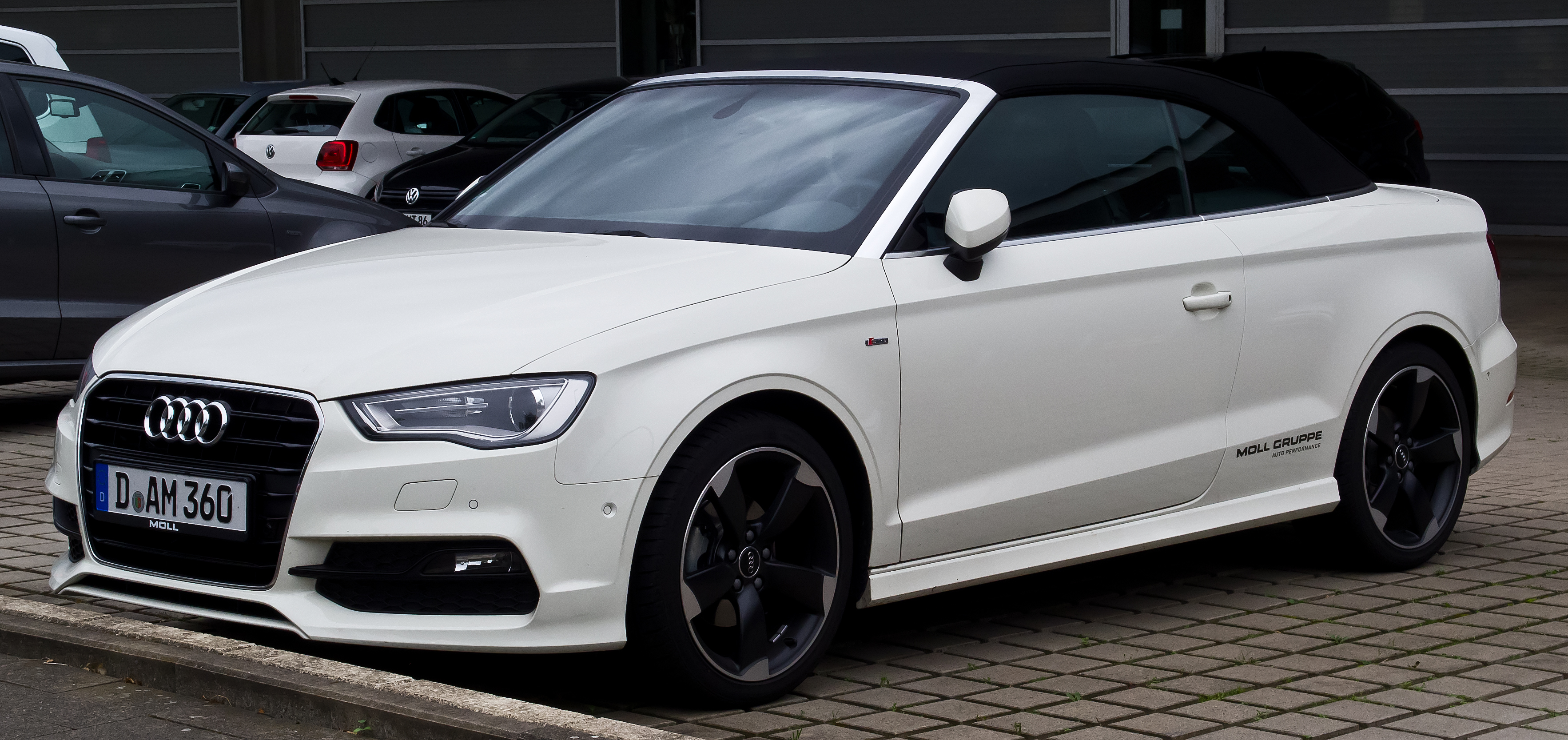
Audi A3 8V Cabriolet
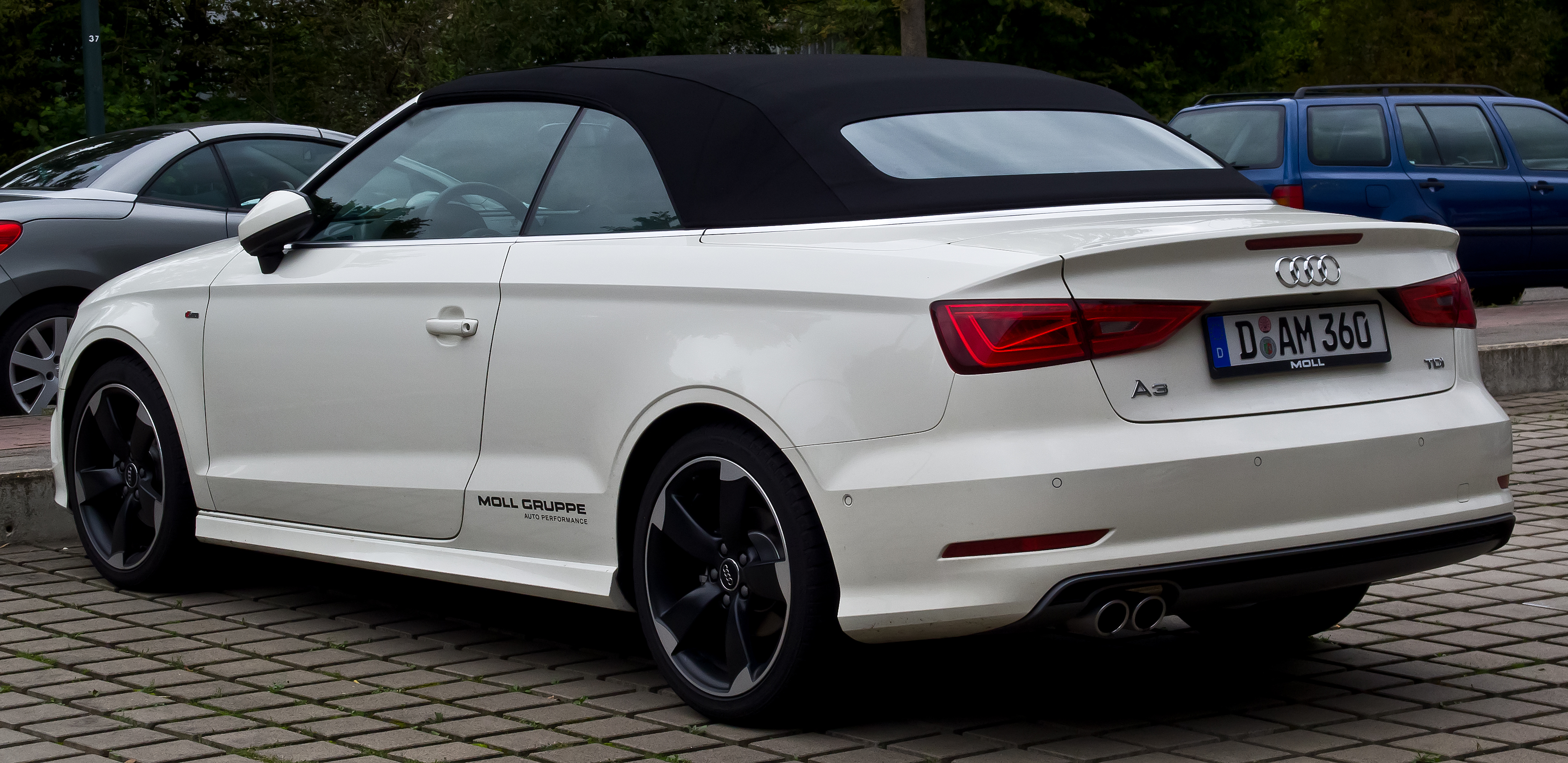
Audi A3 8V Cabriolet

#### Audi S3 (2013-2020)

##### Motorisations
Elle dispose d'un moteur turbo à injection directe 2 litres TFSI développant 300 ch (à 5 500 tr/min) et un couple de 380 N m (à 1 800 tr/min) pour une vitesse maximale de 250 km/h. Elle passe le 0 à 100 km/h en 5,4 s et même en 5,1 s avec la boîte de vitesses robotisée S-tronic en option.

##### Design
La S3 se distingue de l'A3 par ses quatre sorties d'échappement, ses rétroviseurs et sa calandre adoptant une finition aluminium et ses divers artifices.

#### Audi RS3

##### Sportback
La nouvelle RS3 Sportback,, présentée au Salon international de l’automobile de Genève, est commercialisée mi-2015.
Elle est restylée pour le millésime 2017 et calque ses retouches sur celles de la famille A3 depuis 2016. Son moteur passe de 367 à 400 ch.

##### Audi RS3 Berline
Lors du Mondial de l'automobile 2016, Audi a présenté la version définitive de sa RS3 Berline. Elle reprend le 5 cylindres de 2,5L de cylindrée de la RS3 Sportback mais voit sa puissance passer de 367 à 400 ch

## 4egénération (2020-)
La quatrième génération d'Audi A3 devait être présentée lors de la 90e édition du salon de Genève en mars 2020, mais celui-ci a été annulé à cause de l'épidémie de coronavirus COVID-19

### Phase 1 (2020-2024)

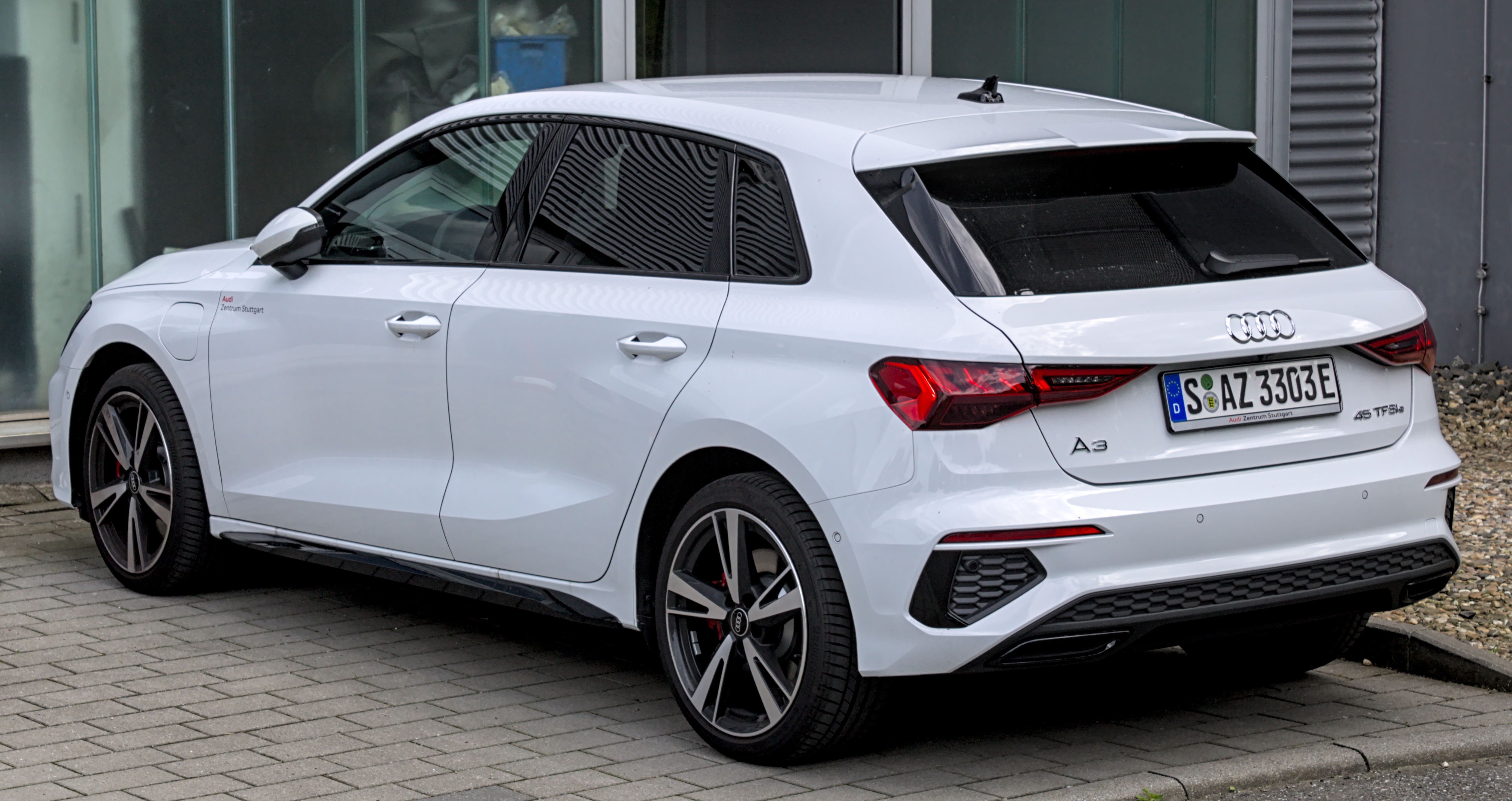
Arrière

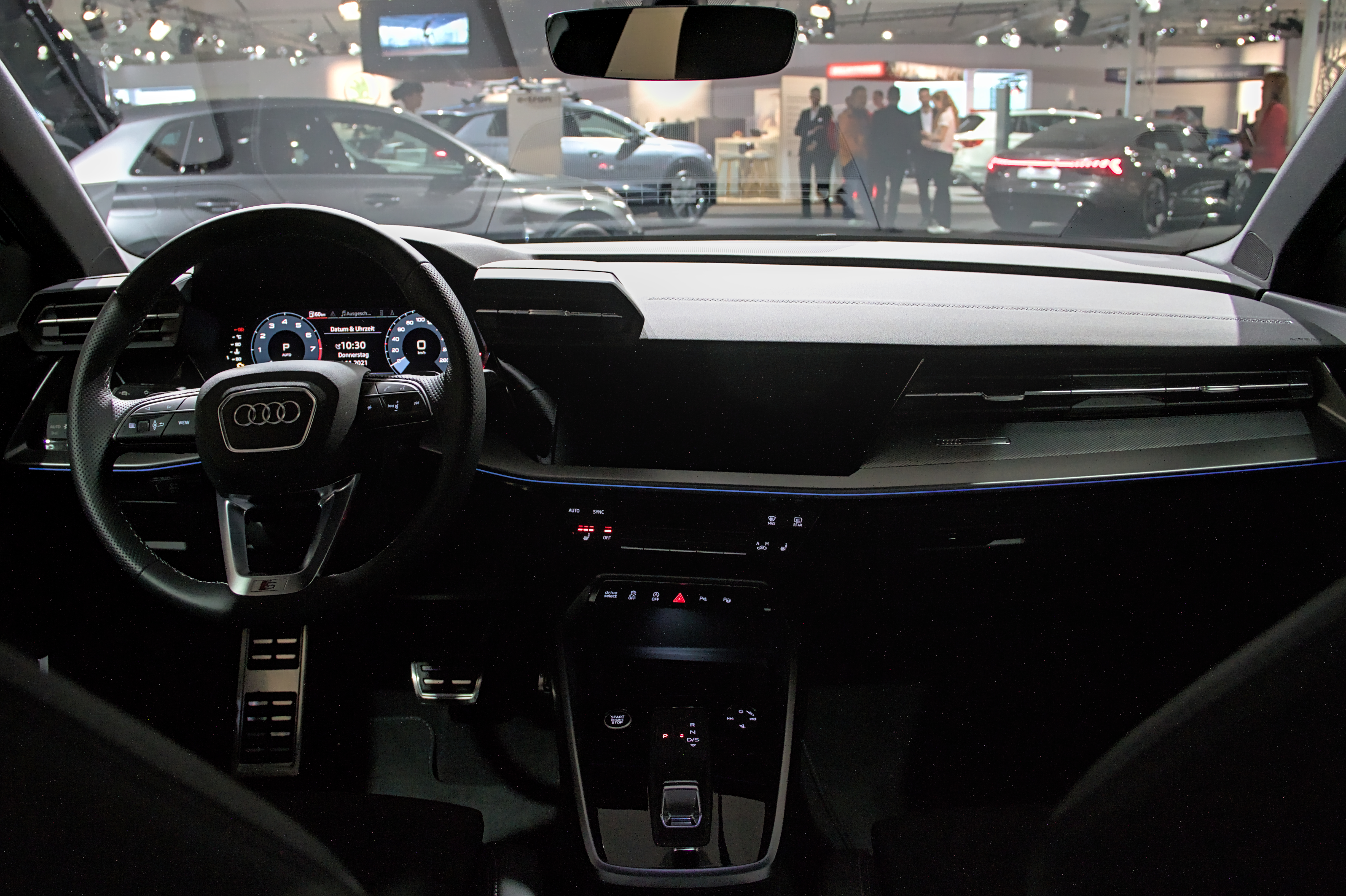
Intérieur

L'Audi A3 Sportback IV (code interne AU380) est dévoilée virtuellement en février et commercialisée à partir de juillet 2020. La version berline 4 portes est dévoilée en avril 2020.

### Phase 2 (2024-)
L'Audi A3 subit un restylage en mars 2024. Ce dernier comprend une nouvelle calandre ainsi que des nouvaux optiques à l'avant.

### Caractéristiques techniques
L'A3 Sportback mesure 4,35 m contre 4,50 m pour l'A3 Berline.
Motorisations Essence
| (données constructeur)                | 30 TFSI                      | 30 TFSI                      | 30 TFSI                      | 30 TFSI                      | 35 TFSI                      | 35 TFSI                      | 35 TFSI                      | 35 TFSI                      | S3                           | S3                           |
| ------------------------------------- | ---------------------------- | ---------------------------- | ---------------------------- | ---------------------------- | ---------------------------- | ---------------------------- | ---------------------------- | ---------------------------- | ---------------------------- | ---------------------------- |
| Carrosserie                           | Sporback                     | Berline                      | Sportback                    | Berline                      | Sporback                     | Berline                      | Sporback                     | Berline                      | Sporback                     | Berline                      |
| Moteur                                | 4-cylindres en ligne essence | 4-cylindres en ligne essence | 4-cylindres en ligne essence | 4-cylindres en ligne essence | 4-cylindres en ligne essence | 4-cylindres en ligne essence | 4-cylindres en ligne essence | 4-cylindres en ligne essence | 4-cylindres en ligne essence | 4-cylindres en ligne essence |
| Alimentation                          | Turbocompressé               | Turbocompressé               | Turbocompressé               | Turbocompressé               | Turbocompressé               | Turbocompressé               | Turbocompressé               | Turbocompressé               | Turbocompressé               | Turbocompressé               |
| Cylindrée (cm3)                       | 999                          | 999                          | 999                          | 999                          | 1498                         | 1498                         | 1498                         | 1498                         | 1984                         | 1984                         |
| Puissance maximale ch (kW)            | 110 (81)                     | 110 (81)                     | 110 (81)                     | 110 (81)                     | 150 (110)                    | 150 (110)                    | 150 (110)                    | 150 (110)                    | 310 (228)                    | 310 (228)                    |
| Couple maximal (N m)                  | 200                          | 200                          | 200                          | 200                          | 250                          | 250                          | 250                          | 250                          | 400                          | 400                          |
| au régime de: (tr/min)                | 2 000–3 000                  | 2 000–3 000                  | 2 000–3 000                  | 2 000–3 000                  | 1 500–3 500                  | 1 500–3 500                  | 1 500–3 500                  | 1 500–3 500                  | 2 000–5 450                  | 2 000–5 450                  |
| Boîte de vitesses                     | Manuelle 6 rapports          | Manuelle 6 rapports          | Stronic 7 rapports           | Stronic 7 rapports           | Manuelle 6 rapports          | Manuelle 6 rapports          | Stronic 7 rapports           | Stronic 7 rapports           | Stronic 7 rapports           | Stronic 7 rapports           |
| Transmission                          | Traction                     | Traction                     | Traction                     | Traction                     | Traction                     | Traction                     | Traction                     | Traction                     | Intégrale (quattro)          | Intégrale (quattro)          |
| Vitesse maximale (km/h)               | 204                          | 210                          | 204                          | 210                          | 224                          | 232                          | 224                          | 232                          | 250                          | 250                          |
| 0-100 km/h (s)                        | 10,6                         | 10,6                         | 10,6                         | 10,6                         | 8,7                          | 8,7                          | 8,4                          | 8,4                          | 4,8                          | 4,8                          |
| Consommation (L/100 km) (WLTP)        | 5,8                          | 5,6                          | 5,5                          | 5,3                          | 6                            | 5,9                          | 5,9                          | 5,8                          | 8                            | 7,8                          |
| Émissions de CO2 (NDEC) (g/km) (WLTP) | 131                          | 127                          | 125                          | 121                          | 136                          | 133                          | 135                          | 131                          | 183                          | 178                          |
| Capacité du réservoir (L)             | 45                           | 45                           | 45                           | 45                           | 50                           | 50                           | 50                           | 50                           | 55                           | 55                           |
| Masse à vide (kg)                     | 1 295                        | 1 300                        | 1 355                        | 1 300                        | 1 360                        | 1 300                        | 1 395                        | 1 300                        | 1 575                        | 1 580                        |

Motorisation Diesel
| (données constructeur)                | 30 TDI                      | 30 TDI                      | 30 TDI                      | 35 TDI                      | 35 TDI                      |
| ------------------------------------- | --------------------------- | --------------------------- | --------------------------- | --------------------------- | --------------------------- |
| Carrosserie                           |                             | Sportback                   | Berline                     | Sporback                    | Berline                     |
| Moteur                                | 4-cylindres en ligne Diesel | 4-cylindres en ligne Diesel | 4-cylindres en ligne Diesel | 4-cylindres en ligne Diesel | 4-cylindres en ligne Diesel |
| Alimentation                          | Turbocompressé              | Turbocompressé              | Turbocompressé              | Turbocompressé              | Turbocompressé              |
| Cylindrée (cm3)                       | 1968                        | 1968                        | 1968                        | 1968                        | 1968                        |
| Puissance maximale ch (kW)            | 116 (85)                    | 116 (85)                    | 116 (85)                    | 150 (110)                   | 150 (110)                   |
| Couple maximal (N m)                  | 300                         | 300                         | 300                         | 360                         | 360                         |
| au régime de : (tr/min)               | 1 600-2 500                 | 1 600-2 500                 | 1 600-2 500                 | 1 700 à 2 750               | 1 700 à 2 750               |
| Boîte de vitesses                     | Manuelle 6 rapports         | Stronic 7 rapports          | Stronic 7 rapports          | Stronic 7 rapports          | Stronic 7 rapports          |
| Transmission                          | Traction                    | Traction                    | Traction                    | Traction                    | Traction                    |
| Vitesse maximale (km/h)               | 206                         | 206                         | 210                         | 222                         | 228                         |
| 0-100 km/h (s)                        | 10,1                        | 9,6                         | 9,6                         | 8,4                         | 8,4                         |
| Consommation (L/100 km) (WLTP)        | 4,7                         | 5,5                         | 5,3                         | 5,5                         | 5,3                         |
| Émissions de CO2 (NDEC) (g/km) (WLTP) | 122                         | 128                         | 125                         | 127                         | 125                         |
| Capacité du réservoir (L)             | 50                          | 50                          | 50                          | 50                          | 50                          |
| Masse à vide (kg)                     | 1 425                       | 1 425                       | 1 425                       | 1 485                       | 1 485                       |

### Audi S3

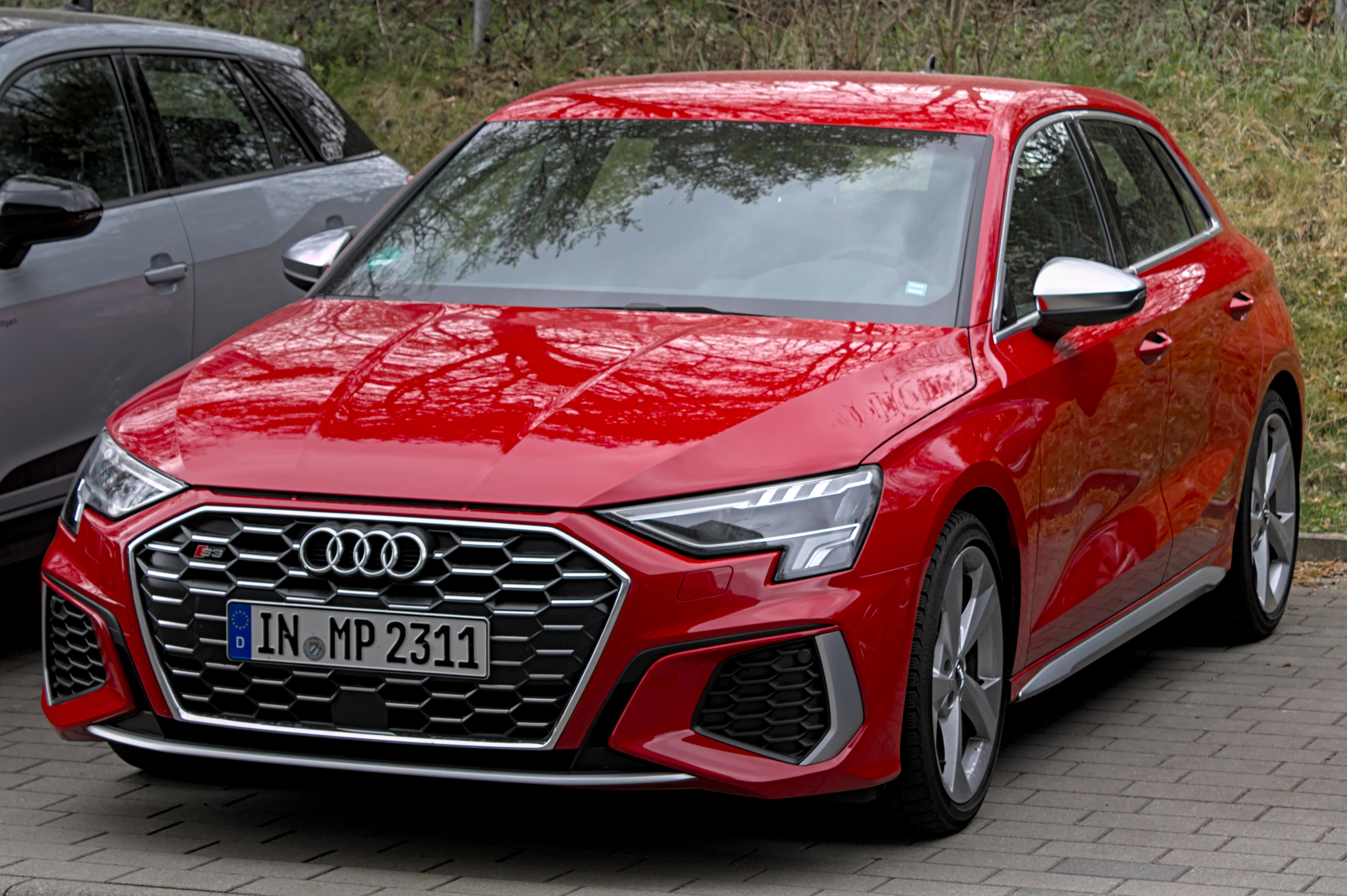
Audi S3

Le 11 août 2020, Audi présente les versions S3 Sportback et S3 berline motorisées par le quatre cylindres 2,0 L TFSI de 310 ch et 400 N m de couple, accouplé à une boîte de vitesses S tronic à 7 rapports et à la transmission intégrale Quattro. Forte de ses caractéristiques techniques, la voiture abat le 0 à 100 km/h en 4,8 secondes et peut atteindre une vitesse maximale de 250KM/H (limitée électroniquement). Le modèle 2021 pèse 1575kg avec un réservoir d'une capacité de 55L.
Consommation mixte : 8,0L/100Km
Emission CO2 mixte : 178-187 g/Km

### Audi RS3

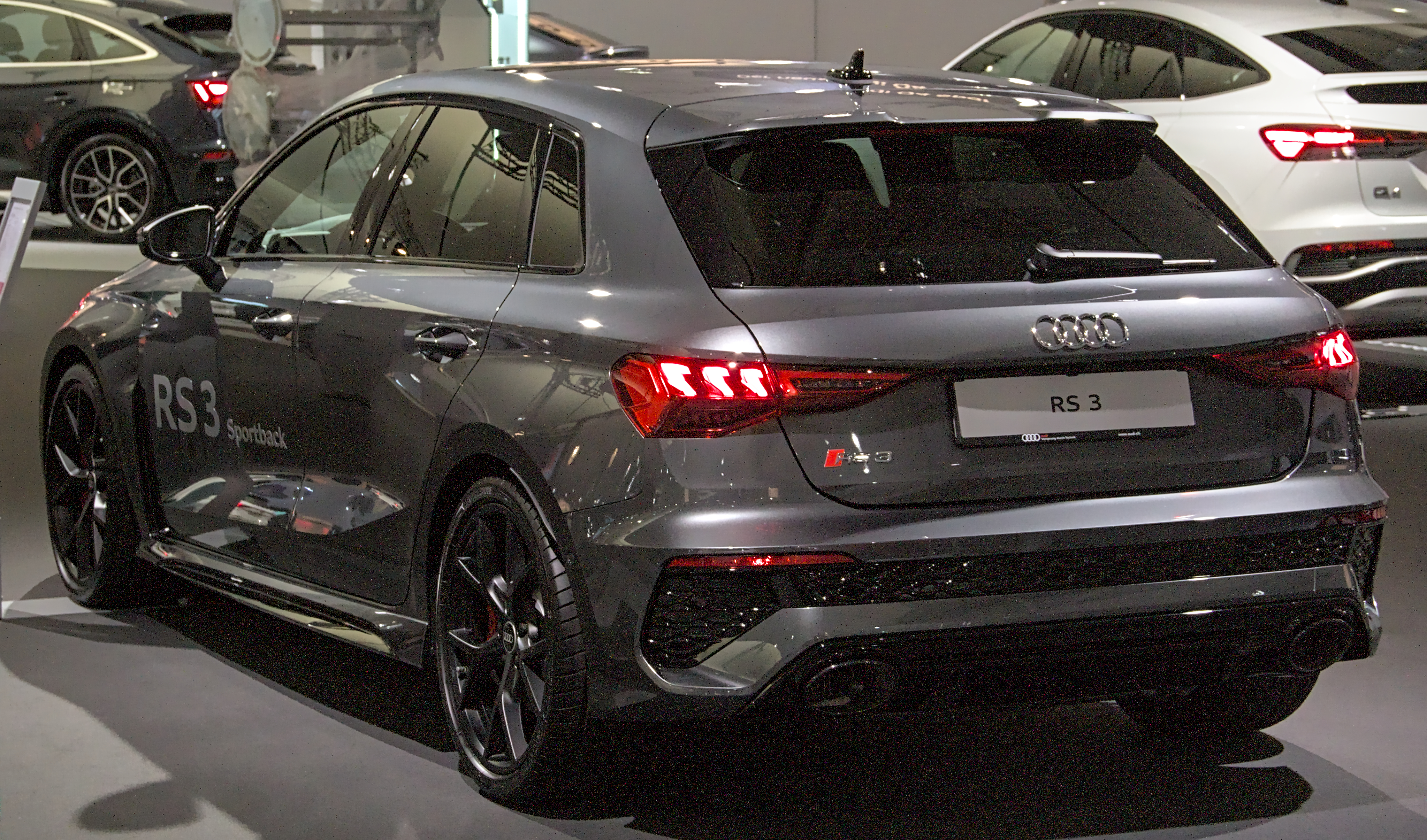
Audi RS3 (arrière)

Audi dévoile en juillet 2021 la nouvelle RS3, version sportive de l'A3 lancée en 2020. Les RS3 Sportback et RS3 Berline sont dotées d'un 5-cylindres 2,5 L délivrant une puissance de 400 ch et un couple de 500 N m, se plaçant ainsi au-dessus de la S3.
Consommation mixte : 8,9L/100Km
Emission CO2 mixte : 202 à 217 g/Km
Taille du réservoir : 55L
La vitesse maximale de ce modèle est de 250 km/h (limitée électroniquement). La RS3 réalise le 0 à 100km/h en 3,8 secondes d'après le constructeur. Le modèle 2021 est annoncé pour un poids à vide de 1650 kg.
En 2024, la face et avant et la face arrière de la RS3 fit restylée.

### Finitions
- A3 Sportback[25]
- Design
- Business Line
- S-line
- Design Luxe